# فهرست حوزه‌های انتخابیه کنگره ایالات متحده آمریکا

حوزه‌های کنگره برای صدوسیزدهمین دوره کنگره آمریکا

همهٔ ۴۳۵ کرسی دارای حق رأی در مجلس نمایندگان از بزرگ به کوچک

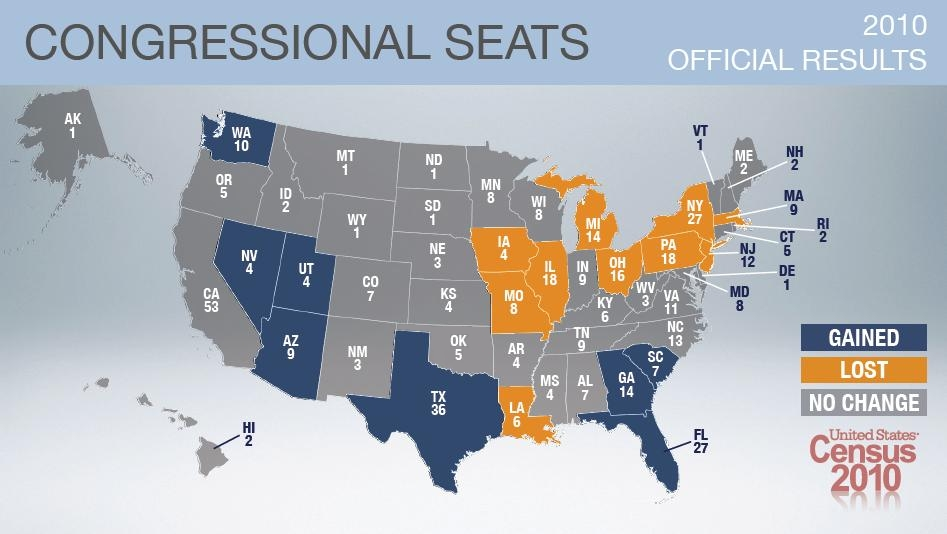
۲۰۱۰ تغییر در نتیجه سرشماری: تغییر در کرسی‌های کنگره، شروع شده از ۲۰۱۳، در نتیجهٔ سرشماری ۲۰۱۰ ایالات متحده آمریکا

۲۰۰۰ تغییر در نتیجه سرشماری: تغییر در تعداد کرسیهای کنگره، از ۲۰۰۳ تا ۲۰۱۳، در نتیجهٔ سرشماری ۲۰۰۰ ایالات متحده آمریکا

این فهرست کامل حوزه‌های انتخابیه کنگره ایالات متحده آمریکا به منظور نمایندگی در مجلس نمایندگان ایالات متحده آمریکا است. تعداد و مرزهای حوزه‌ها پس از هر سرشماری تعیین می‌شوند، گرچه در برخی موارد ایالات بیش از یک بار پس از هر سرشماری مرزها را تغییر داده‌اند. این فهرست شامل ۴۳۵ حوزهٔ کنونی و بیش از ۲۰۰ حوزهٔ منحل شده است. مثلاً تگزاس در دههٔ اول قرن بیست و یکم ۳۲ حوزه داشت ولی در پی سرشماری ۲۰۱۰ ایالات متحده آمریکا چهار حوزهٔ جدید بدان اضافه شد. بعضی ایالات برخی از حوزه هایشان را از دست داده‌اند.

## آلاباما

حوزه انتخابیهٔ آلاباما از ۲۰۱۳

- قلمرو: ۱۸۱۸–۱۸۱۹ (منحل شده از زمان ایالت شدن)
- At-large: ۱۸۱۹–۱۸۲۳, ۱۸۴۱–۱۸۴۳, ۱۸۷۳–۱۸۷۷, ۱۹۱۹–۱۹۱۷, ۱۹۶۳–۱۹۶۵ (منحل شده)
- 1st district: ۱۸۳۳–۱۸۴۱, ۱۸۴۳–۱۹۶۳, ۱۹۶۵–تاکنون
- 2nd district: ۱۸۲۳–۱۸۴۱, ۱۸۴۳–۱۹۶۳, ۱۹۶۵–تاکنون
- 3rd district: ۱۸۲۳–۱۸۴۱, ۱۸۴۳–۱۹۶۳, ۱۹۶۵–تاکنون
- 4th district: ۱۸۳۳–۱۸۴۱, ۱۸۴۳–۱۹۶۳, ۱۹۶۵–تاکنون
- 5th district: ۱۸۳۳–۱۸۴۱, ۱۸۴۳–۱۹۶۳, ۱۹۶۵–تاکنون
- 6th district: ۱۸۴۳–۱۹۶۳, ۱۹۶۵–تاکنون
- 7th district: ۱۸۴۳–۱۸۶۳, ۱۸۷۷–۱۹۶۳, ۱۹۶۵–تاکنون
- 8th district: ۱۸۷۷–۱۹۶۳, ۱۹۶۵–۱۹۷۳ (منحل از زمان سرشماری ۱۹۷۰ ایالات متحده آمریکا)
- 9th district: ۱۸۹۳–۱۹۶۳ (منحل از زمان سرشماری ۱۹۶۰ ایالات متحده آمریکا)
- 10th district: ۱۹۱۷–۱۹۳۳ (منحل از زمان سرشماری ۱۹۳۰ ایالات متحده آمریکا)

## Alaska

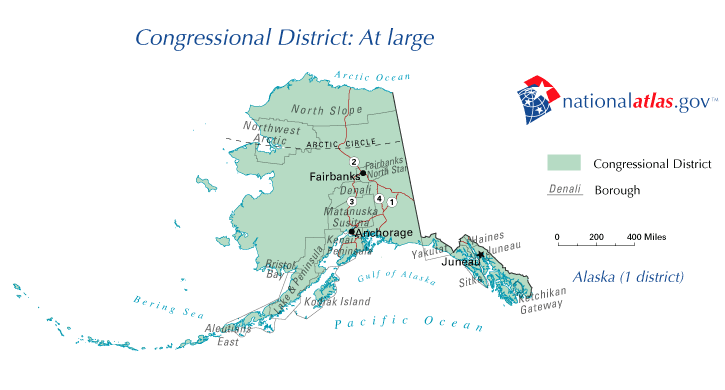
حوزه کلی آلاسکا از ۱۹۵۹

- Territory: ۱۹۰۶–۱۹۵۹ (منحل شده از زمان ایالت شدن)
- کلی: ۱۹۵۹–تاکنون

## Arizona

حوزه‌های آریزونا از ۲۰۱۳

- Territory: ۱۸۶۳–۱۹۱۲ (منحل شده از زمان ایالت شدن)
- کلی: ۱۹۱۲–۱۹۴۹ (منحل شده)
- 1st district: ۱۹۴۹–تاکنون
- 2nd district: ۱۹۴۹–تاکنون
- 3rd district: ۱۹۶۳–تاکنون
- 4th district: ۱۹۷۳–تاکنون
- 5th district: ۱۹۸۳–تاکنون
- 6th district: ۱۹۹۳–تاکنون
- 7th district: ۲۰۰۳–تاکنون
- 8th district: ۲۰۰۳–تاکنون
- 9th district: ۲۰۱۳–تاکنون

## آرکانزاس

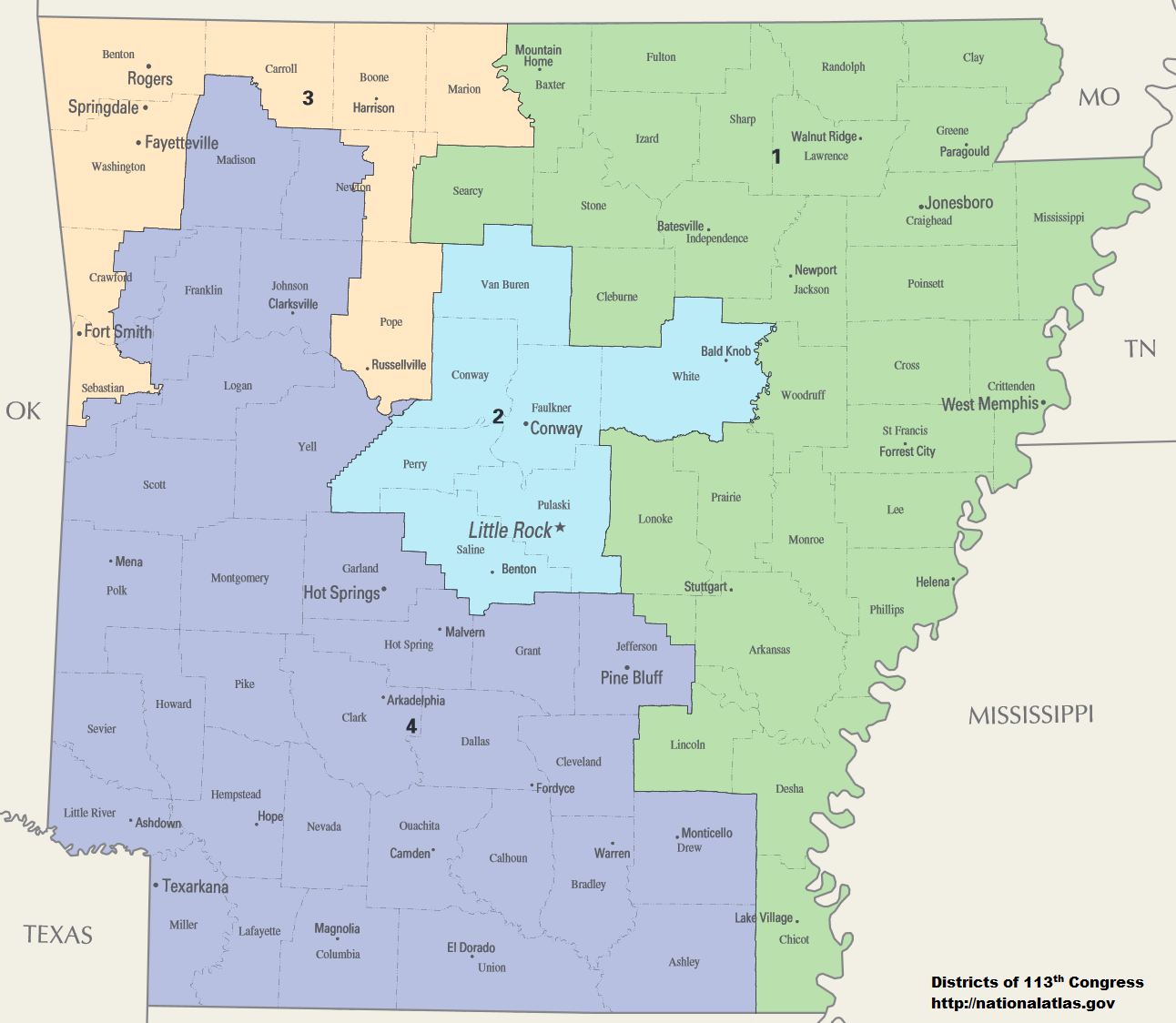
حوزه‌های آرکانزاس از ۲۰۱۳

- Territory: ۱۸۱۹–۱۸۳۶ (منحل شده از زمان ایالت شدن)
- At-large: ۱۸۳۶–۱۸۵۳, ۱۸۷۳–۱۸۷۵, ۱۸۸۳–۱۸۸۵ (منحل شده)
- 1st district: ۱۸۵۳–تاکنون
- 2nd district: ۱۸۵۳–تاکنون
- 3rd district: ۱۸۶۳–تاکنون
- 4th district: ۱۸۷۵–تاکنون
- 5th district: ۱۸۸۵–۱۹۶۳ (منحل از زمان سرشماری ۱۹۶۰ ایالات متحده آمریکا)
- 6th district: ۱۸۹۳–۱۹۶۳ (منحل از زمان سرشماری ۱۹۶۰ ایالات متحده آمریکا)
- 7th district: ۱۹۰۳–۱۹۵۳ (منحل از زمان سرشماری ۱۹۵۰ ایالات متحده آمریکا)

## California

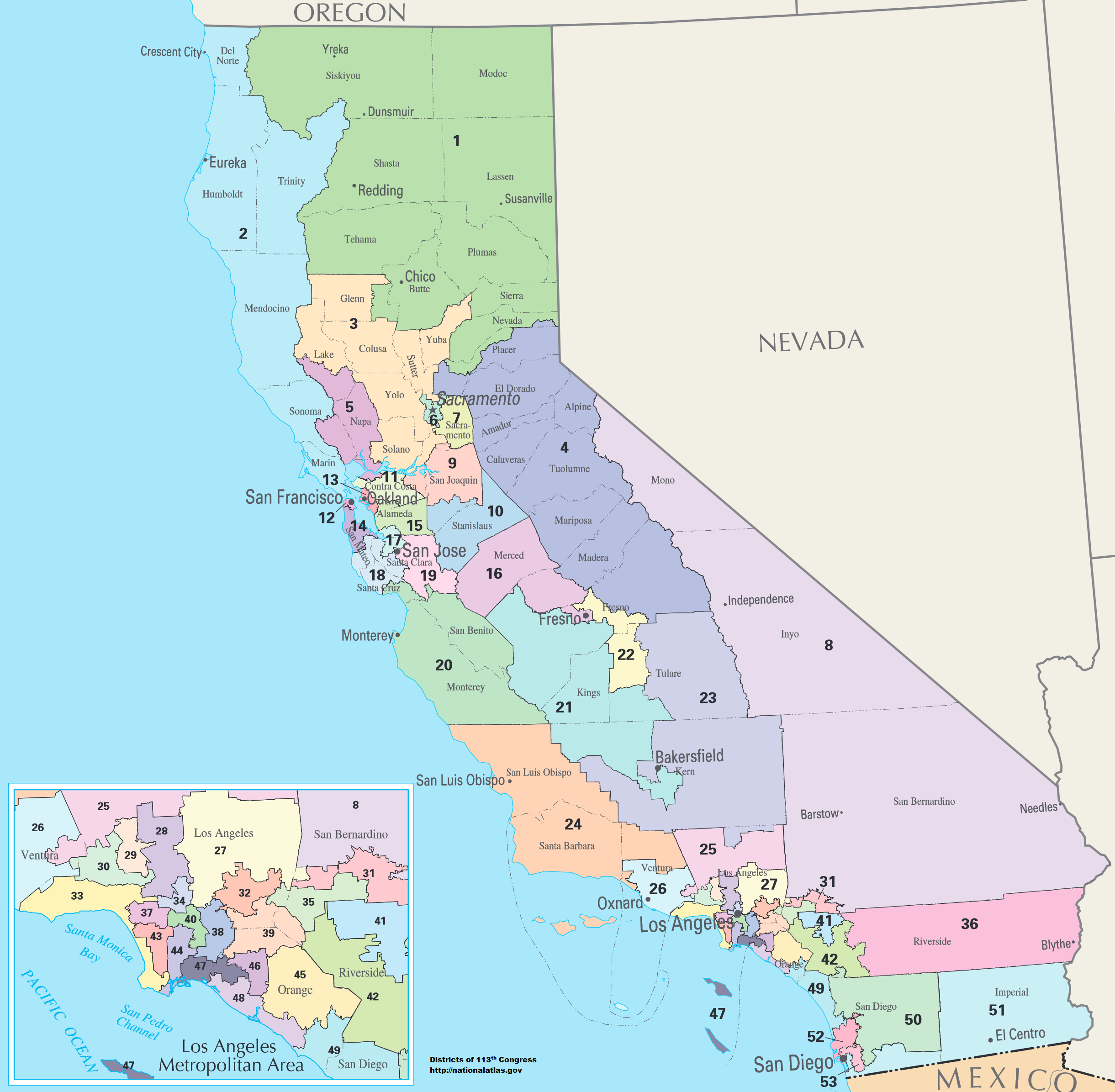
حوزه‌های کالیفرنیا از ۲۰۱۳

- At-large: 1849–1865, 1883–1885 (منحل شده)
- 1st district: ۱۸۶۵–تاکنون
- 2nd district: ۱۸۶۵–تاکنون
- 3rd district: ۱۸۶۵–تاکنون
- 4th district: ۱۸۷۳–تاکنون
- 5th district: ۱۸۸۵–تاکنون
- 6th district: ۱۸۸۵–تاکنون
- 7th district: ۱۸۹۳–تاکنون
- 8th district: ۱۹۰۳–تاکنون
- 9th district: ۱۹۱۳–تاکنون
- 10th district: ۱۹۱۳–تاکنون
- 11th district: ۱۹۱۳–تاکنون
- 12th district: ۱۹۳۳–تاکنون
- 13th district: ۱۹۳۳–تاکنون
- 14th district: ۱۹۳۳–تاکنون
- 15th district: ۱۹۳۳–تاکنون
- 16th district: ۱۹۳۳–تاکنون
- 17th district: ۱۹۳۳–تاکنون
- 18th district: ۱۹۳۳–تاکنون
- 19th district: ۱۹۳۳–تاکنون
- 20th district: ۱۹۳۳–تاکنون
- 21st district: ۱۹۴۳–تاکنون
- 22nd district: ۱۹۴۳–تاکنون
- 23rd district: ۱۹۴۳–تاکنون
- 24th district: ۱۹۵۳–تاکنون
- 25th district: ۱۹۵۳–تاکنون
- 26th district: ۱۹۵۳–تاکنون
- 27th district: ۱۹۵۳–تاکنون
- 28th district: ۱۹۵۳–تاکنون
- 29th district: ۱۹۵۳–تاکنون
- 30th district: ۱۹۵۳–تاکنون
- 31st district: ۱۹۶۳–تاکنون
- 32nd district: ۱۹۶۳–تاکنون
- 33rd district: ۱۹۶۳–تاکنون
- 34th district: ۱۹۶۳–تاکنون
- 35th district: ۱۹۶۳–تاکنون
- 36th district: ۱۹۶۳–تاکنون
- 37th district: ۱۹۶۳–تاکنون
- 38th district: ۱۹۶۳–تاکنون
- 39th district: ۱۹۷۳–تاکنون
- 40th district: ۱۹۷۳–تاکنون
- 41st district: ۱۹۷۳–تاکنون
- 42nd district: ۱۹۷۳–تاکنون
- 43rd district: ۱۹۷۳–تاکنون
- 44th district: ۱۹۸۳–تاکنون
- 45th district: ۱۹۸۳–تاکنون
- 46th district: ۱۹۹۳–تاکنون
- 47th district: ۱۹۹۳–تاکنون
- 48th district: ۱۹۹۳–تاکنون
- 49th district: ۱۹۹۳–تاکنون
- 50th district: ۱۹۹۳–تاکنون
- 51st district: ۱۹۹۳–تاکنون
- 52nd district: ۱۹۹۳–تاکنون
- 53rd district: ۲۰۰۳–تاکنون

## کلرادو

حوزه‌های کلرادو از ۲۰۱۳

- قلمرو: ۱۸۶۱–۱۸۷۶ (منحل شده از زمان ایالت شدن)
- کلی: ۱۸۷۶–۱۸۹۳, ۱۹۰۳–۱۹۱۵ (منحل شده)
- 1st district: ۱۸۹۳–تاکنون
- 2nd district: ۱۸۹۳–تاکنون
- 3rd district: ۱۹۱۵–تاکنون
- 4th district: ۱۹۱۵–تاکنون
- 5th district: ۱۹۷۳–تاکنون
- 6th district: ۱۹۸۳–تاکنون
- 7th district: ۲۰۰۳–تاکنون

## کنتیکت

حوزه‌های کنتیکت از ۲۰۱۳

- At-large: ۱۷۸۹–۱۸۳۷, ۱۹۰۳–۱۹۱۳, ۱۹۳۳–۱۹۶۵ (منحل شده)
- 1st district: ۱۸۳۷–تاکنون
- 2nd district: ۱۸۳۷–تاکنون
- 3rd district: ۱۸۳۷–تاکنون
- 4th district: ۱۸۳۷–تاکنون
- 5th district: ۱۸۳۷–۱۸۴۳, ۱۹۱۳–تاکنون
- 6th district: ۱۸۳۷–۱۸۴۳, ۱۹۶۵–۲۰۰۳ (منحل از زمان سرشماری ۲۰۰۰ ایالات متحده آمریکا)

## Delaware

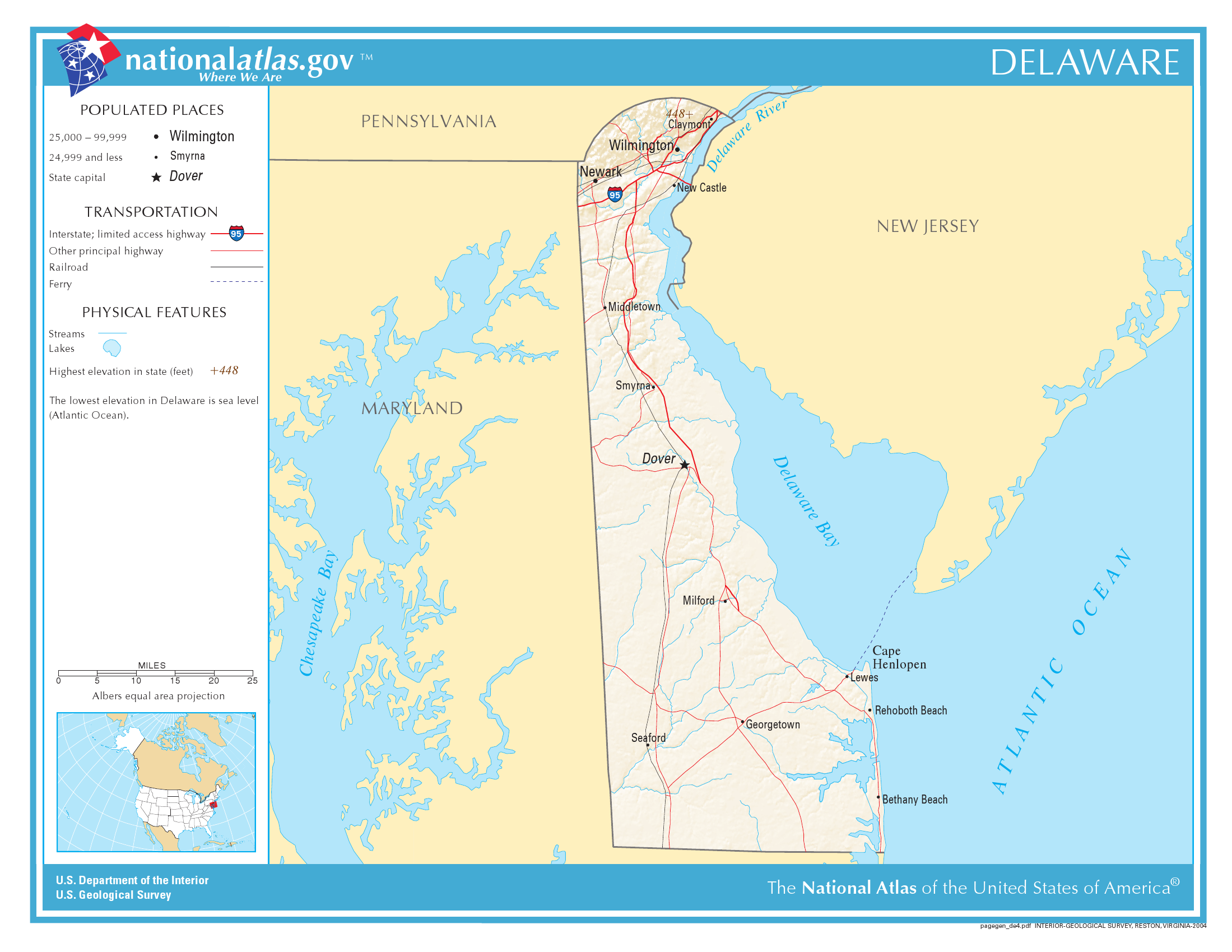
Delaware's at-large district since 1789

- کلی: قدیمی‌ترین حوزه در کشور. از۱۷۸۹ اندازه یا شکلش عوض نشده.

از ۱۸۱۳ تا ۱۸۲۳دلاور دو نمایندهٔ کلی داشت.

## District of Columbia
See Non-voting delegations, below.

## Florida

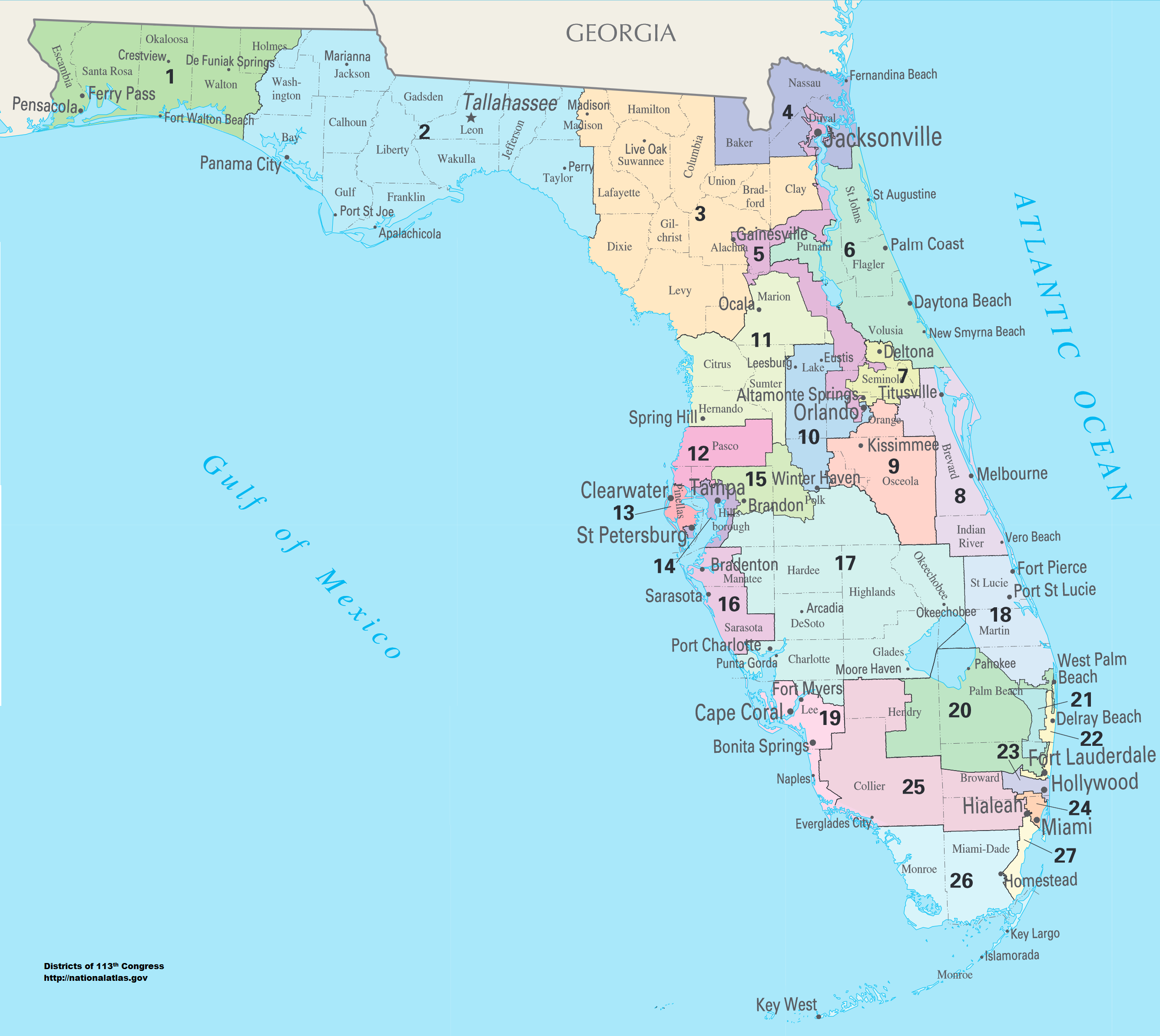
Florida's congressional districts since 2013

- Territory: 1822–1845 (منحل شده از زمان ایالت شدن)
- At-large: 1845–1875, 1913–1915, 1933–1937, 1943–1945 (منحل شده)
- 1st district: ۱۸۷۵–تاکنون
- 2nd district: ۱۸۷۵–تاکنون
- 3rd district: ۱۹۰۳–تاکنون
- 4th district: ۱۹۱۵–تاکنون
- 5th district: ۱۹۳۷–تاکنون
- 6th district: ۱۹۴۵–تاکنون
- 7th district: ۱۹۵۳–تاکنون
- 8th district: ۱۹۵۳–تاکنون
- 9th district: ۱۹۶۳–تاکنون
- 10th district: ۱۹۶۳–تاکنون
- 11th district: ۱۹۶۳–تاکنون
- 12th district: ۱۹۶۳–تاکنون
- 13th district: ۱۹۷۳–تاکنون
- 14th district: ۱۹۷۳–تاکنون
- 15th district: ۱۹۷۳–تاکنون
- 16th district: ۱۹۸۳–تاکنون
- 17th district: ۱۹۸۳–تاکنون
- 18th district: ۱۹۸۳–تاکنون
- 19th district: ۱۹۸۳–تاکنون
- 20th district: ۱۹۹۳–تاکنون
- 21st district: ۱۹۹۳–تاکنون
- 22nd district: ۱۹۹۳–تاکنون
- 23rd district: ۱۹۹۳–تاکنون
- 24th district: ۲۰۰۳–تاکنون
- 25th district: ۲۰۰۳–تاکنون
- 26th district: ۲۰۱۳–تاکنون
- 27th district: ۲۰۱۳–تاکنون

## Georgia

Georgia's congressional districts since 2013

- At-large: 1793–1827, 1829–1845, 1883–1885 (منحل شده)
- 1st district: ۱۷۸۹–۱۷۹۳, ۱۸۲۷–۱۸۲۹, ۱۸۴۵–تاکنون
- 2nd district: ۱۷۸۹–۱۷۹۳, ۱۸۲۷–۱۸۲۹, ۱۸۴۵–تاکنون
- 3rd district: ۱۷۸۹–۱۷۹۳, ۱۸۲۷–۱۸۲۹, ۱۸۴۵–تاکنون
- 4th district: ۱۸۲۷–۱۸۲۹, ۱۸۴۵–تاکنون
- 5th district: ۱۸۲۷–۱۸۲۹, ۱۸۴۵–تاکنون
- 6th district: ۱۸۲۷–۱۸۲۹, ۱۸۴۵–تاکنون
- 7th district: ۱۸۲۷–۱۸۲۹, ۱۸۴۵–تاکنون
- 8th district: ۱۸۴۵–۱۸۶۳, ۱۸۷۳–تاکنون
- 9th district: ۱۸۷۳–تاکنون
- 10th district: ۱۸۸۵–تاکنون
- 11th district: ۱۸۹۳–۱۹۳۳, ۱۹۹۳–تاکنون
- 12th district: ۱۹۱۳–۱۹۳۳, ۲۰۰۳–تاکنون
- 13th district: ۲۰۰۳–تاکنون
- 14th district: ۲۰۱۳–تاکنون

## Guam
See Non-voting delegations, below.

## Hawaii

Hawaii's congressional districts since 2013

- Territory: 1900–1959 (منحل شده از زمان ایالت شدن)
- At-large: 1959–1971 (منحل شده)
- 1st district: ۱۹۷۱–تاکنون
- 2nd district: ۱۹۷۱–تاکنون

## Idaho

Idaho's congressional districts since 2013

- Territory: 1864–1890 (منحل شده از زمان ایالت شدن)
- At-large: 1890–1919 (منحل شده)
- 1st district: ۱۹۱۹–تاکنون
- 2nd district: ۱۹۱۹–تاکنون

## Illinois

Illinois's congressional districts since 2013

- Territory: 1812–1818 (منحل شده از زمان ایالت شدن)
- At-large seat: 1818–1833, 1863–1873, 1893–1895, 1913–1949 (منحل شده)
- 1st district: ۱۸۳۳–تاکنون
- 2nd district: ۱۸۳۳–تاکنون
- 3rd district: ۱۸۳۳–تاکنون
- 4th district: ۱۸۴۳–تاکنون
- 5th district: ۱۸۴۳–تاکنون
- 6th district: ۱۸۴۳–تاکنون
- 7th district: ۱۸۴۳–تاکنون
- 8th district: ۱۸۵۳–تاکنون
- 9th district: ۱۸۵۳–تاکنون
- 10th district: ۱۸۶۳–تاکنون
- 11th district: ۱۸۶۳–تاکنون
- 12th district: ۱۸۶۳–تاکنون
- 13th district: ۱۸۶۳–تاکنون
- 14th district: ۱۸۷۳–تاکنون
- 15th district: ۱۸۷۳–تاکنون
- 16th district: ۱۸۷۳–تاکنون
- 17th district: ۱۸۷۳–تاکنون
- 18th district: ۱۸۷۳–تاکنون
- 19th district: ۱۸۷۳–۲۰۱۳ (منحل از زمان سرشماری ۲۰۱۰ ایالات متحده آمریکا)
- 20th district: ۱۸۸۳–۲۰۰۳ (منحل از زمان سرشماری ۲۰۰۰ ایالات متحده آمریکا)
- 21st district: ۱۸۹۵–۱۹۹۳ (منحل از زمان سرشماری ۱۹۹۰ ایالات متحده آمریکا)
- 22nd district: ۱۸۹۵–۱۹۹۳ (منحل از زمان سرشماری ۱۹۹۰ ایالات متحده آمریکا)
- 23rd district: ۱۹۰۳–۱۹۸۳ (منحل از زمان سرشماری ۱۹۸۰ ایالات متحده آمریکا)
- 24th district: ۱۹۰۳–۱۹۸۳ (منحل از زمان سرشماری ۱۹۸۰ ایالات متحده آمریکا)
- 25th district: ۱۹۰۳–۱۹۶۳ (منحل از زمان سرشماری ۱۹۶۰ ایالات متحده آمریکا)
- 26th district: ۱۹۴۹–۱۹۵۳ (منحل از زمان سرشماری ۱۹۵۰ ایالات متحده آمریکا)

## Indiana
- Territory: 1805–1816 (منحل شده از زمان ایالت شدن)
- At-large: 1816–1823, 1873–1875 (منحل شده)
- 1st district: ۱۸۲۳–تاکنون
- 2nd district: ۱۸۲۳–تاکنون
- 3rd district: ۱۸۲۳–تاکنون
- 4th district: ۱۸۳۳–تاکنون
- 5th district: ۱۸۳۳–تاکنون
- 6th district: ۱۸۳۳–تاکنون
- 7th district: ۱۸۳۳–تاکنون
- 8th district: ۱۸۴۳–تاکنون
- 9th district: ۱۸۴۳–تاکنون
- 10th district: ۱۸۴۳–۲۰۰۳ (منحل از زمان سرشماری ۲۰۰۰ ایالات متحده آمریکا)
- 11th district: ۱۸۵۳–۱۹۸۳ (منحل از زمان سرشماری ۱۹۸۰ ایالات متحده آمریکا)
- 12th district: ۱۸۷۵–۱۹۴۳ (منحل از زمان سرشماری ۱۹۴۰ ایالات متحده آمریکا)
- 13th district: ۱۸۷۵–۱۹۳۳ (منحل از زمان سرشماری ۱۹۳۰ ایالات متحده آمریکا)

## Iowa

Iowa's congressional districts since 2013

- Territory: 1838–1846 (منحل شده از زمان ایالت شدن)
- At-large: 1846–1847 (منحل شده)
- 1st district: ۱۸۴۷–تاکنون
- 2nd district: ۱۸۴۷–تاکنون
- 3rd district: ۱۸۶۳–تاکنون
- 4th district: ۱۸۶۳–تاکنون
- 5th district: ۱۸۶۳–۲۰۱۳ (منحل از زمان سرشماری ۲۰۱۰ ایالات متحده آمریکا)
- 6th district: ۱۸۶۳–۱۹۹۳ (منحل از زمان سرشماری ۱۹۹۰ ایالات متحده آمریکا)
- 7th district: ۱۸۷۳–۱۹۷۳ (منحل از زمان سرشماری ۱۹۷۰ ایالات متحده آمریکا)
- 8th district: ۱۸۷۳–۱۹۶۳ (منحل از زمان سرشماری ۱۹۶۰ ایالات متحده آمریکا)
- 9th district: ۱۸۷۳–۱۹۴۳ (منحل از زمان سرشماری ۱۹۴۰ ایالات متحده آمریکا)
- 10th district: ۱۸۸۳–۱۹۳۳ (منحل از زمان سرشماری ۱۹۳۰ ایالات متحده آمریکا)
- 11th district: ۱۸۸۳–۱۹۳۳ (منحل از زمان سرشماری ۱۹۳۰ ایالات متحده آمریکا)

## Kansas

Kansas's congressional districts since 2013

- Territory: 1854–1861 (منحل شده از زمان ایالت شدن)
- At-large: 1861–1875, 1883–1907 (منحل شده)
- 1st district: ۱۸۷۵–تاکنون
- 2nd district: ۱۸۷۵–تاکنون
- 3rd district: ۱۸۷۵–تاکنون
- 4th district: ۱۸۹۳–تاکنون
- 5th district: ۱۸۹۳–۱۹۹۳ (منحل از زمان سرشماری ۱۹۹۰ ایالات متحده آمریکا)
- 6th district: ۱۸۹۳–۱۹۶۳ (منحل از زمان سرشماری ۱۹۶۰ ایالات متحده آمریکا)
- 7th district: ۱۸۹۳–۱۹۴۳ (منحل از زمان سرشماری ۱۹۴۰ ایالات متحده آمریکا)
- 8th district: ۱۹۰۷–۱۹۳۳ (منحل از زمان سرشماری ۱۹۳۰ ایالات متحده آمریکا)

## Kentucky
- At-large: 1933–1935 (منحل شده)
- 1st district: ۱۷۹۲–۱۹۳۳, ۱۹۳۵–تاکنون
- 2nd district: ۱۷۹۲–۱۹۳۳, ۱۹۳۵–تاکنون
- 3rd district: ۱۸۰۳–۱۹۳۳, ۱۹۳۵–تاکنون
- 4th district: ۱۸۰۳–۱۹۳۳, ۱۹۳۵–تاکنون
- 5th district: ۱۸۰۳–۱۹۳۳, ۱۹۳۵–تاکنون
- 6th district: ۱۸۰۳–۱۹۳۳, ۱۹۳۵–تاکنون

Kentucky's congressional districts since 2013

- 7th district: ۱۸۱۳–۱۹۳۳, ۱۹۳۵–۱۹۹۳ (منحل از زمان سرشماری ۱۹۹۰ ایالات متحده آمریکا)
- 8th district: ۱۸۱۳–۱۹۳۳, ۱۹۳۵–۱۹۶۳ (منحل از زمان سرشماری ۱۹۶۰ ایالات متحده آمریکا)
- 9th district: ۱۸۱۳–۱۹۳۳, ۱۹۳۵–۱۹۵۳ (منحل از زمان سرشماری ۱۹۵۰ ایالات متحده آمریکا)
- 10th district: ۱۸۰۳–۱۹۳۳ (منحل از زمان سرشماری ۱۹۳۰ ایالات متحده آمریکا)
- 11th district: ۱۸۲۳–۱۹۳۳ (منحل از زمان سرشماری ۱۹۳۰ ایالات متحده آمریکا)
- 12th district: ۱۸۲۳–۱۸۴۳ (منحل از زمان 1840 census)
- 13th district: ۱۸۳۳–۱۸۴۳ (منحل از زمان 1840 census)

## Louisiana

Louisiana's congressional districts since 2013

- Orleans Territory: 1806–1812 (منحل شده از زمان ایالت شدن)
- At-large: 1812–1823, 1873–1875 (منحل شده)
- 1st district: ۱۸۲۳–تاکنون
- 2nd district: ۱۸۲۳–تاکنون
- 3rd district: ۱۸۲۳–تاکنون
- 4th district: ۱۸۴۳–تاکنون
- 5th district: ۱۸۶۳–تاکنون
- 6th district: ۱۸۷۵–تاکنون
- 7th district: ۱۹۰۳–۲۰۱۳ (منحل از زمان سرشماری ۲۰۱۰ ایالات متحده آمریکا)
- 8th district: ۱۹۱۳–۱۹۹۳ (منحل از زمان سرشماری ۱۹۹۰ ایالات متحده آمریکا)

## Maine

Maine's congressional districts since 2013

Until 1820, Maine was part of Massachusetts. After the 1810 census, Massachusetts was allocated 20 districts. Seven Massachusetts districts (then numbered 14 through 20) were credited to Maine soon after it became a state in 1820. See District of Maine.
- At-large: 1883–1885 (منحل شده)
- 1st district: ۱۸۲۰–۱۸۸۳, ۱۸۸۵–تاکنون
- 2nd district: ۱۸۲۰–۱۸۸۳, ۱۸۸۵–تاکنون
- 3rd district: ۱۸۲۰–۱۸۸۳, ۱۸۸۵–۱۹۶۳ (منحل از زمان سرشماری ۱۹۶۰ ایالات متحده آمریکا)
- 4th district: ۱۸۲۰–۱۸۸۳, ۱۸۸۵–۱۹۳۳ (منحل از زمان سرشماری ۱۹۳۰ ایالات متحده آمریکا)
- 5th district: ۱۸۲۰–۱۸۸۳ (منحل از زمان 1880 census)
- 6th district: ۱۸۲۰–۱۸۶۳ (منحل از زمان 1860 census)
- 7th district: ۱۸۲۰–۱۸۵۰ (منحل از زمان 1850 census)
- 8th district: ۱۸۳۳–۱۸۴۳ (منحل از زمان 1840 census)

## Maryland

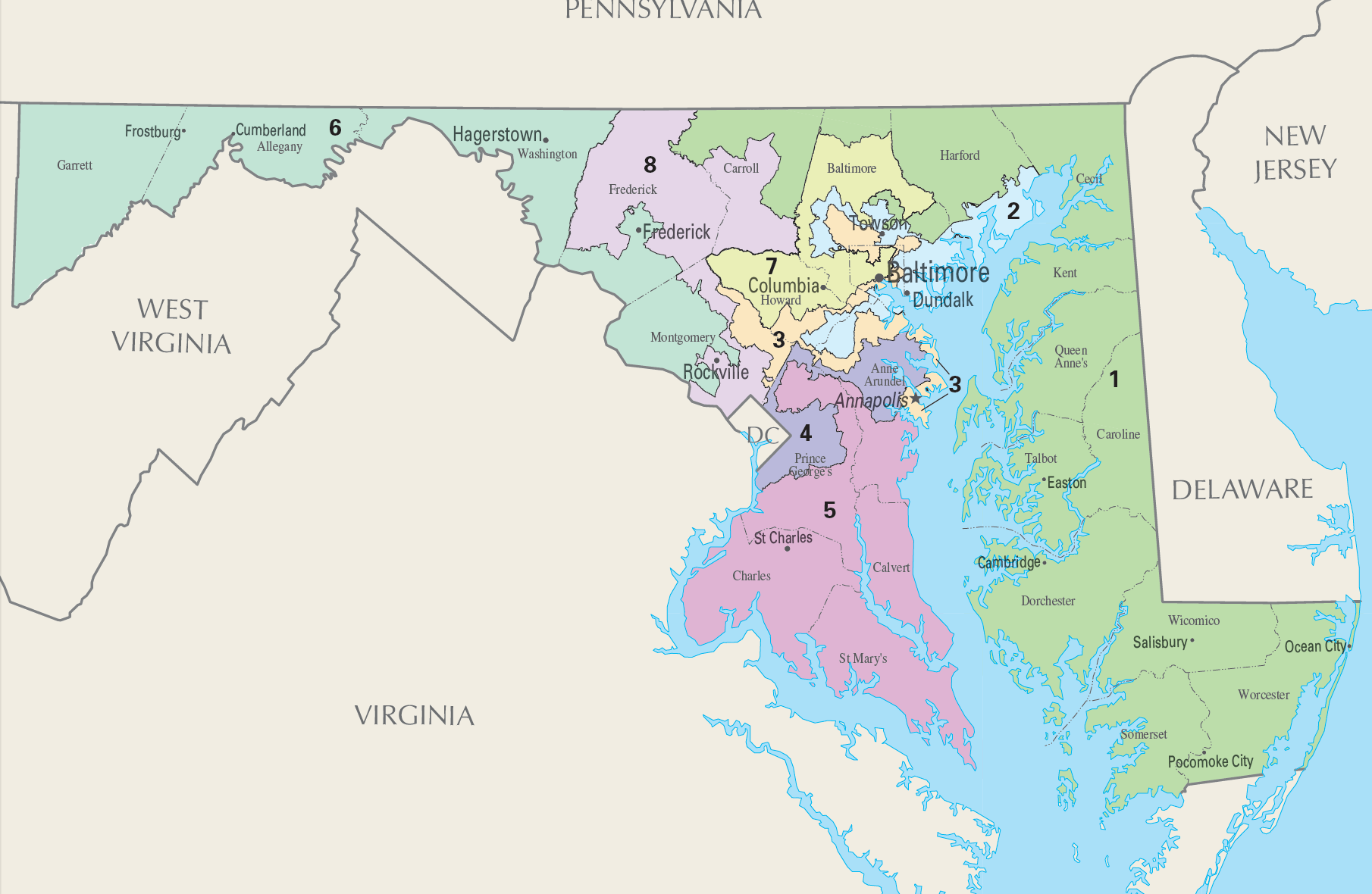
Maryland's congressional districts since 2013

- At-large seat: 1963–1967 (منحل شده)
- 1st district: ۱۷۸۹–تاکنون
- 2nd district: ۱۷۸۹–تاکنون
- 3rd district: ۱۷۸۹–تاکنون
- 4th district: ۱۷۸۹–تاکنون
- 5th district: ۱۷۸۹–تاکنون
- 6th district: ۱۷۸۹–۱۸۶۳, ۱۸۷۳–تاکنون
- 7th district: ۱۷۹۳–۱۸۴۳, ۱۹۵۳–تاکنون
- 8th district: ۱۷۹۳–۱۸۳۵, ۱۹۶۷–تاکنون

## Massachusetts
- At-large seat: 1793–1795 (منحل شده)
- 1st district: ۱۷۸۹–تاکنون
- 2nd district: ۱۷۸۹–تاکنون
- 3rd district: ۱۷۸۹–تاکنون
- 4th district: ۱۷۸۹–تاکنون
- 5th district: ۱۷۸۹–۱۷۹۳, ۱۷۹۵–تاکنون
- 6th district: ۱۷۸۹–۱۷۹۳, ۱۷۹۵–تاکنون
- 7th district: ۱۷۸۹–۱۷۹۳, ۱۷۹۵–تاکنون
- 8th district: ۱۷۸۹–۱۷۹۳, ۱۷۹۵–تاکنون
- 9th district: ۱۷۹۵–تاکنون
- 10th district: ۱۷۹۵–۲۰۱۳ (منحل از زمان سرشماری ۲۰۱۰ ایالات متحده آمریکا)
- 11th district: ۱۷۹۵–۱۸۴۳, ۱۸۵۳–۱۸۶۳, ۱۸۷۳–۱۹۹۳ (منحل از زمان سرشماری ۱۹۹۰ ایالات متحده آمریکا)
- 12th district: ۱۷۹۵–۱۸۴۳, ۱۸۸۳–۱۹۸۳ (منحل از زمان سرشماری ۱۹۸۰ ایالات متحده آمریکا)
- 13th district: ۱۷۹۵–۱۸۳۳, ۱۸۹۳–۱۹۶۳ (منحل از زمان سرشماری ۱۹۶۰ ایالات متحده آمریکا)
- 14th district: 1795–1820 (moved to Maine), ۱۹۰۳–۱۹۶۳ (منحل از زمان سرشماری ۱۹۶۰ ایالات متحده آمریکا)
- 15th district: 1803–1820 (moved to Maine), ۱۹۱۳–۱۹۴۳ (منحل از زمان سرشماری ۱۹۴۰ ایالات متحده آمریکا)
- 16th district: 1803–1820 (moved to Maine), ۱۹۱۳–۱۹۳۳ (منحل از زمان سرشماری ۱۹۳۰ ایالات متحده آمریکا)
- 17th district: 1803–1820 (منحل شده since 1820 move to Maine[۱])
- 18th district: 1813–1820 (منحل شده since 1820 move to Maine[۱])
- 19th district: 1813–1820 (منحل شده since 1820 move to Maine[۱])
- 20th district: 1813–1820 (منحل شده since 1820 move to Maine[۱])

## Michigan

Michigan's congressional districts since 2013

- Territory: 1819–1837 (منحل شده از زمان ایالت شدن)
- At-large 1835–1843, 1913–1915, 1963–1965 (منحل شده)
- 1st district: ۱۸۴۳–تاکنون
- 2nd district: ۱۸۴۳–تاکنون
- 3rd district: ۱۸۴۳–تاکنون
- 4th district: ۱۸۵۳–تاکنون
- 5th district: ۱۸۶۳–تاکنون
- 6th district: ۱۸۶۳–تاکنون
- 7th district: ۱۸۷۳–تاکنون
- 8th district: ۱۸۷۳–تاکنون
- 9th district: ۱۸۷۳–تاکنون
- 10th district: ۱۸۸۳–تاکنون
- 11th district: ۱۸۸۳–تاکنون
- 12th district: ۱۸۹۳–تاکنون
- 13th district: ۱۹۱۵–تاکنون
- 14th district: ۱۹۳۳–تاکنون
- 15th district: ۱۹۳۳–۲۰۱۳ (منحل از زمان سرشماری ۲۰۱۰ ایالات متحده آمریکا)
- 16th district: ۱۹۳۳–۲۰۰۳ (منحل از زمان سرشماری ۲۰۰۰ ایالات متحده آمریکا)
- 17th district: ۱۹۳۳–۱۹۹۳ (منحل از زمان سرشماری ۱۹۹۰ ایالات متحده آمریکا)
- 18th district: ۱۹۳۳–۱۹۹۳ (منحل از زمان سرشماری ۱۹۹۰ ایالات متحده آمریکا)
- 19th district: ۱۹۶۵–۱۹۸۳ (منحل از زمان سرشماری ۱۹۸۰ ایالات متحده آمریکا)

## Minnesota

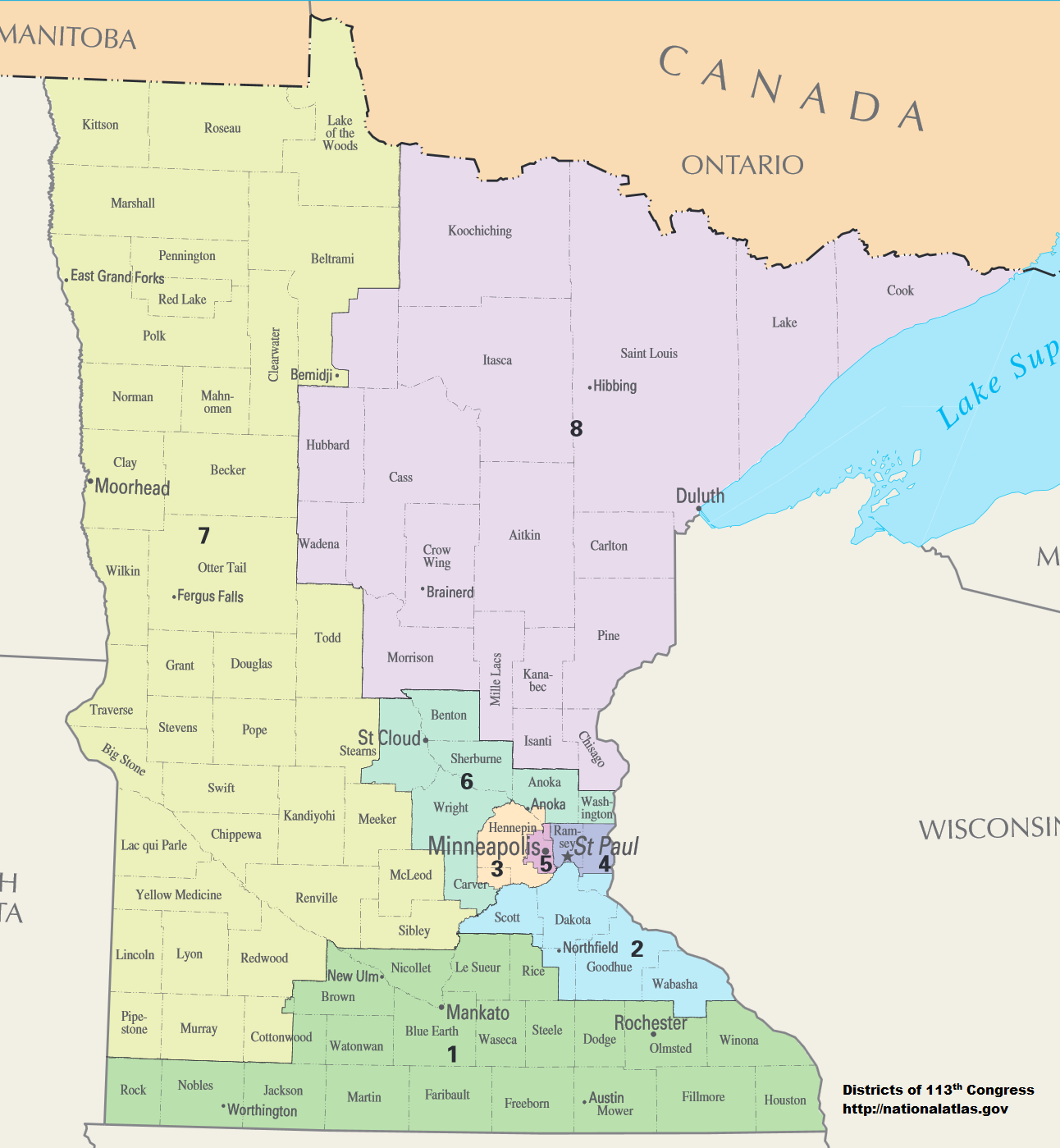
Minnesota's congressional districts since 2013

- Territory: 1849–1858 (منحل شده از زمان ایالت شدن)
- At-large: 1857–1863, 1913–1915, 1933–1935 (منحل شده)
- 1st district: ۱۸۶۳–۱۹۳۳, ۱۹۳۵–تاکنون
- 2nd district: ۱۸۶۳–۱۹۳۳, ۱۹۳۵–تاکنون
- 3rd district: ۱۸۷۳–۱۹۳۳, ۱۹۳۵–تاکنون
- 4th district: ۱۸۸۳–۱۹۳۳, ۱۹۳۵–تاکنون
- 5th district: ۱۸۸۳–۱۹۳۳, ۱۹۳۵–تاکنون
- 6th district: ۱۸۹۳–۱۹۳۳, ۱۹۳۵–تاکنون
- 7th district: ۱۸۹۳–۱۹۳۳, ۱۹۳۵–تاکنون
- 8th district: ۱۹۰۳–۱۹۳۳, ۱۹۳۵–تاکنون
- 9th district: ۱۹۰۳–۱۹۳۳, ۱۹۳۵–۱۹۶۳ (منحل از زمان سرشماری ۱۹۶۰ ایالات متحده آمریکا)
- 10th district: ۱۹۱۵–۱۹۳۳ (منحل از زمان سرشماری ۱۹۳۰ ایالات متحده آمریکا)

## Mississippi

Mississippi's congressional districts since 2013

- Territory: 1801–1817 (منحل شده از زمان ایالت شدن)
- At-large: 1817–1847, 1853–1855 (منحل شده)
- 1st district: ۱۸۴۷–تاکنون
- 2nd district: ۱۸۴۷–تاکنون
- 3rd district: ۱۸۴۷–تاکنون
- 4th district: ۱۸۴۷–تاکنون
- 5th district: ۱۸۵۵–۲۰۰۳ (منحل از زمان سرشماری ۲۰۰۰ ایالات متحده آمریکا)
- 6th district: ۱۸۷۳–۱۹۶۳ (منحل از زمان سرشماری ۱۹۶۰ ایالات متحده آمریکا)
- 7th district: ۱۸۸۳–۱۹۵۳ (منحل از زمان سرشماری ۱۹۵۰ ایالات متحده آمریکا)
- 8th district: ۱۹۰۳–۱۹۳۳ (منحل از زمان سرشماری ۱۹۳۰ ایالات متحده آمریکا)

## Missouri

Missouri's congressional districts since 2013

- Territory: 1812–1821 (منحل شده از زمان ایالت شدن)
- At-large seat: 1821–1847, 1933–1935 (منحل شده)
- 1st district: ۱۸۴۷–۱۹۳۳, ۱۹۳۵–تاکنون
- 2nd district: ۱۸۴۷–۱۹۳۳, ۱۹۳۵–تاکنون
- 3rd district: ۱۸۴۷–۱۹۳۳, ۱۹۳۵–تاکنون
- 4th district: ۱۸۴۷–۱۹۳۳, ۱۹۳۵–تاکنون
- 5th district: ۱۸۴۷–۱۹۳۳, ۱۹۳۵–تاکنون
- 6th district: ۱۸۵۳–۱۹۳۳, ۱۹۳۵–تاکنون
- 7th district: ۱۸۵۳–۱۹۳۳, ۱۹۳۵–تاکنون
- 8th district: ۱۸۶۳–۱۹۳۳, ۱۹۳۵–تاکنون
- 9th district: ۱۸۶۳–۱۹۳۳, ۱۹۳۵–۲۰۱۳ (منحل از زمان سرشماری ۲۰۱۰ ایالات متحده آمریکا)
- 10th district: ۱۸۷۳–۱۹۳۳, ۱۹۳۵–۱۹۸۳ (منحل از زمان سرشماری ۱۹۸۰ ایالات متحده آمریکا)
- 11th district: ۱۸۷۳–۱۹۳۳, ۱۹۳۵–۱۹۶۳ (منحل از زمان سرشماری ۱۹۶۰ ایالات متحده آمریکا)
- 12th district: ۱۸۷۳–۱۹۳۳, ۱۹۳۵–۱۹۵۳ (منحل از زمان سرشماری ۱۹۵۰ ایالات متحده آمریکا)
- 13th district: ۱۸۷۳–۱۹۳۳, ۱۹۳۵–۱۹۵۳ (منحل از زمان سرشماری ۱۹۵۰ ایالات متحده آمریکا)
- 14th district: ۱۸۸۳–۱۹۳۳ (منحل از زمان سرشماری ۱۹۳۰ ایالات متحده آمریکا)
- 15th district: ۱۸۹۳–۱۹۳۳ (منحل از زمان سرشماری ۱۹۳۰ ایالات متحده آمریکا)
- 16th district: ۱۹۰۳–۱۹۳۳ (منحل از زمان سرشماری ۱۹۳۰ ایالات متحده آمریکا)

## Montana

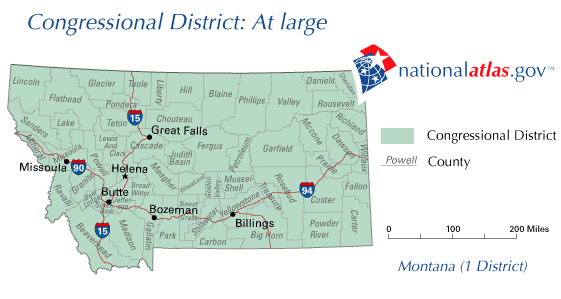
Montana's at-large district since 1993

- Territory: 1865–1889 (منحل شده از زمان ایالت شدن)
- At-large: ۱۸۸۹–۱۹۱۹, ۱۹۹۳–تاکنون
- 1st district: ۱۹۱۹–۱۹۹۳ (منحل از زمان سرشماری ۱۹۹۰ ایالات متحده آمریکا)
- 2nd district: ۱۹۱۹–۱۹۹۳ (منحل از زمان سرشماری ۱۹۹۰ ایالات متحده آمریکا)

## Nebraska

Nebraska's congressional districts since 2013

- Territory: 1855–1867 (منحل شده از زمان ایالت شدن)
- At-large: 1867–1883 (منحل شده)
- 1st district: ۱۸۸۳–تاکنون
- 2nd district: ۱۸۸۳–تاکنون
- 3rd district: ۱۸۸۳–تاکنون
- 4th district: ۱۸۹۳–۱۹۶۳ (منحل از زمان سرشماری ۱۹۶۰ ایالات متحده آمریکا)
- 5th district: ۱۸۹۳–۱۹۴۳ (منحل از زمان سرشماری ۱۹۴۰ ایالات متحده آمریکا)
- 6th district: ۱۸۹۳–۱۹۳۳ (منحل از زمان سرشماری ۱۹۳۰ ایالات متحده آمریکا)

## Nevada

Nevada's congressional districts since 2013

- Territory: 1861–1864 (منحل شده از زمان ایالت شدن)
- At-large: 1864–1983 (منحل شده)
- 1st district: ۱۹۸۳–تاکنون
- 2nd district: ۱۹۸۳–تاکنون
- 3rd district: ۲۰۰۳–تاکنون
- 4th district: ۲۰۱۳–تاکنون

## New Hampshire
- At-large: 1789–1847 (منحل شده)
- 1st district: ۱۸۴۷–تاکنون
- 2nd district: ۱۸۴۷–تاکنون

New Hampshire's congressional districts since 2013

- 3rd district: ۱۸۴۷–۱۸۸۳ (منحل از زمان 1880 census)
- 4th district: ۱۸۴۷–۱۸۵۳ (منحل از زمان 1850 census)

## New Jersey

New Jersey's congressional districts since 2013

- At-large: 1789–1799, 1801–1813, 1815–1843 (منحل شده)
- 1st district: ۱۷۹۹–۱۸۰۱, ۱۸۱۳–۱۸۱۵, ۱۸۴۳–تاکنون
- 2nd district: ۱۷۹۹–۱۸۰۱, ۱۸۱۳–۱۸۱۵, ۱۸۴۳–تاکنون
- 3rd district: ۱۷۹۹–۱۸۰۱, ۱۸۱۳–۱۸۱۵, ۱۸۴۳–تاکنون
- 4th district: ۱۷۹۹–۱۸۰۱, ۱۸۴۳–تاکنون
- 5th district: ۱۷۹۹–۱۸۰۱, ۱۸۴۳–تاکنون
- 6th district: ۱۸۷۳–تاکنون
- 7th district: ۱۸۷۳–تاکنون
- 8th district: ۱۸۹۳–تاکنون
- 9th district: ۱۹۰۳–تاکنون
- 10th district: ۱۹۰۳–تاکنون
- 11th district: ۱۹۱۳–تاکنون
- 12th district: ۱۹۱۳–تاکنون
- 13th district: ۱۹۳۳–۲۰۱۳ (منحل از زمان سرشماری ۲۰۱۰ ایالات متحده آمریکا)
- 14th district: ۱۹۳۳–۱۹۹۳ (منحل از زمان سرشماری ۱۹۹۰ ایالات متحده آمریکا)
- 15th district: ۱۹۶۳–۱۹۸۳ (منحل از زمان سرشماری ۱۹۸۰ ایالات متحده آمریکا)

## New Mexico

New Mexico's congressional districts since 2013

- Territory: 1851–1912 (منحل شده از زمان ایالت شدن)
- At-large: 1912–1969 (منحل شده)
- 1st district: ۱۹۶۹–تاکنون
- 2nd district: ۱۹۶۹–تاکنون
- 3rd district: ۱۹۸۳–تاکنون

## New York

New York's congressional districts since 2013

- At-large seat: 1873–1875, 1883–1885, 1933–1945 (منحل شده)
- 1st district, ۱۷۸۹–تاکنون
- 2nd district, ۱۷۸۹–تاکنون
- 3rd district, ۱۷۸۹–تاکنون
- 4th district, ۱۷۸۹–تاکنون
- 5th district, ۱۷۸۹–تاکنون
- 6th district, ۱۷۸۹–تاکنون
- 7th district, ۱۷۹۳–تاکنون
- 8th district, ۱۷۹۳–تاکنون
- 9th district, ۱۷۹۳–تاکنون
- 10th district, ۱۷۹۳–تاکنون
- 11th district, ۱۸۰۳–تاکنون
- 12th district, ۱۸۰۳–تاکنون
- 13th district, ۱۸۰۳–تاکنون
- 14th district, ۱۸۰۳–تاکنون
- 15th district, ۱۸۰۳–تاکنون
- 16th district, ۱۸۰۳–۱۸۰۹, ۱۸۱۳–تاکنون
- 17th district, ۱۸۰۳–۱۸۰۹, ۱۸۱۳–تاکنون
- 18th district, ۱۸۱۳–تاکنون
- 19th district, ۱۸۱۳–تاکنون
- 20th district, ۱۸۱۳–تاکنون
- 21st district, ۱۸۱۳–تاکنون
- 22nd district, ۱۸۲۳–تاکنون
- 23rd district, ۱۸۲۳–تاکنون
- 24th district, ۱۸۲۳–تاکنون
- 25th district, ۱۸۲۳–تاکنون
- 26th district, ۱۸۲۳–تاکنون
- 27th district, ۱۸۲۳–تاکنون
- 28th district, ۱۸۲۳–۲۰۱۳ (منحل از زمان سرشماری ۲۰۱۰ ایالات متحده آمریکا)
- 29th district, ۱۸۲۳–۲۰۱۳ (منحل از زمان سرشماری ۲۰۱۰ ایالات متحده آمریکا)
- 30th district, ۱۸۲۳–۲۰۰۳ (منحل از زمان سرشماری ۲۰۰۰ ایالات متحده آمریکا)
- 31st district, ۱۸۳۳–۲۰۰۳ (منحل از زمان سرشماری ۲۰۰۰ ایالات متحده آمریکا)
- 32nd district, ۱۸۳۳–۱۸۶۳, ۱۸۷۳–۱۹۹۳ (منحل از زمان سرشماری ۱۹۹۰ ایالات متحده آمریکا)
- 33rd district, ۱۸۳۳–۱۸۶۳, ۱۸۷۳–۱۹۹۳ (منحل از زمان سرشماری ۱۹۹۰ ایالات متحده آمریکا)
- 34th district, ۱۸۴۳–۱۸۵۳, ۱۸۸۵–۱۹۹۳ (منحل از زمان سرشماری ۱۹۹۰ ایالات متحده آمریکا)
- 35th district, ۱۹۰۳–۱۹۸۳ (منحل از زمان سرشماری ۱۹۸۰ ایالات متحده آمریکا)
- 36th district, ۱۹۰۳–۱۹۸۳ (منحل از زمان سرشماری ۱۹۸۰ ایالات متحده آمریکا)
- 37th district, ۱۹۰۳–۱۹۸۳ (منحل از زمان سرشماری ۱۹۸۰ ایالات متحده آمریکا)
- 38th district, ۱۹۱۳–۱۹۸۳ (منحل از زمان سرشماری ۱۹۸۰ ایالات متحده آمریکا)
- 39th district, ۱۹۱۳–۱۹۸۳ (منحل از زمان سرشماری ۱۹۸۰ ایالات متحده آمریکا)
- 40th district, ۱۹۱۳–۱۹۷۳ (منحل از زمان سرشماری ۱۹۷۰ ایالات متحده آمریکا)
- 41st district, ۱۹۱۳–۱۹۷۳ (منحل از زمان سرشماری ۱۹۷۰ ایالات متحده آمریکا)
- 42nd district, ۱۹۱۳–۱۹۶۳ (منحل از زمان سرشماری ۱۹۶۰ ایالات متحده آمریکا)
- 43rd district, ۱۹۱۳–۱۹۶۳ (منحل از زمان سرشماری ۱۹۶۰ ایالات متحده آمریکا)
- 44th district, ۱۹۴۵–۱۹۵۳ (منحل از زمان سرشماری ۱۹۵۰ ایالات متحده آمریکا)
- 45th district, ۱۹۴۵–۱۹۵۳ (منحل از زمان سرشماری ۱۹۵۰ ایالات متحده آمریکا)

## North Carolina
- At-large seat: 1883–1885 (منحل شده)
- 1st district: ۱۷۸۹–تاکنون
- 2nd district: ۱۷۸۹–تاکنون
- 3rd district: ۱۷۸۹–تاکنون
- 4th district: ۱۷۸۹–تاکنون
- 5th district: ۱۷۸۹–تاکنون
- 6th district: ۱۷۹۳–تاکنون
- 7th district: ۱۷۹۳–تاکنون
- 8th district: ۱۷۹۳–۱۸۶۳, ۱۸۷۳–تاکنون
- 9th district: ۱۷۹۳–۱۸۵۳, ۱۸۸۵–تاکنون
- 10th district: ۱۷۹۳–۱۸۴۳, ۱۹۰۳–تاکنون
- 11th district: ۱۸۰۳–۱۸۴۳, ۱۹۳۳–تاکنون

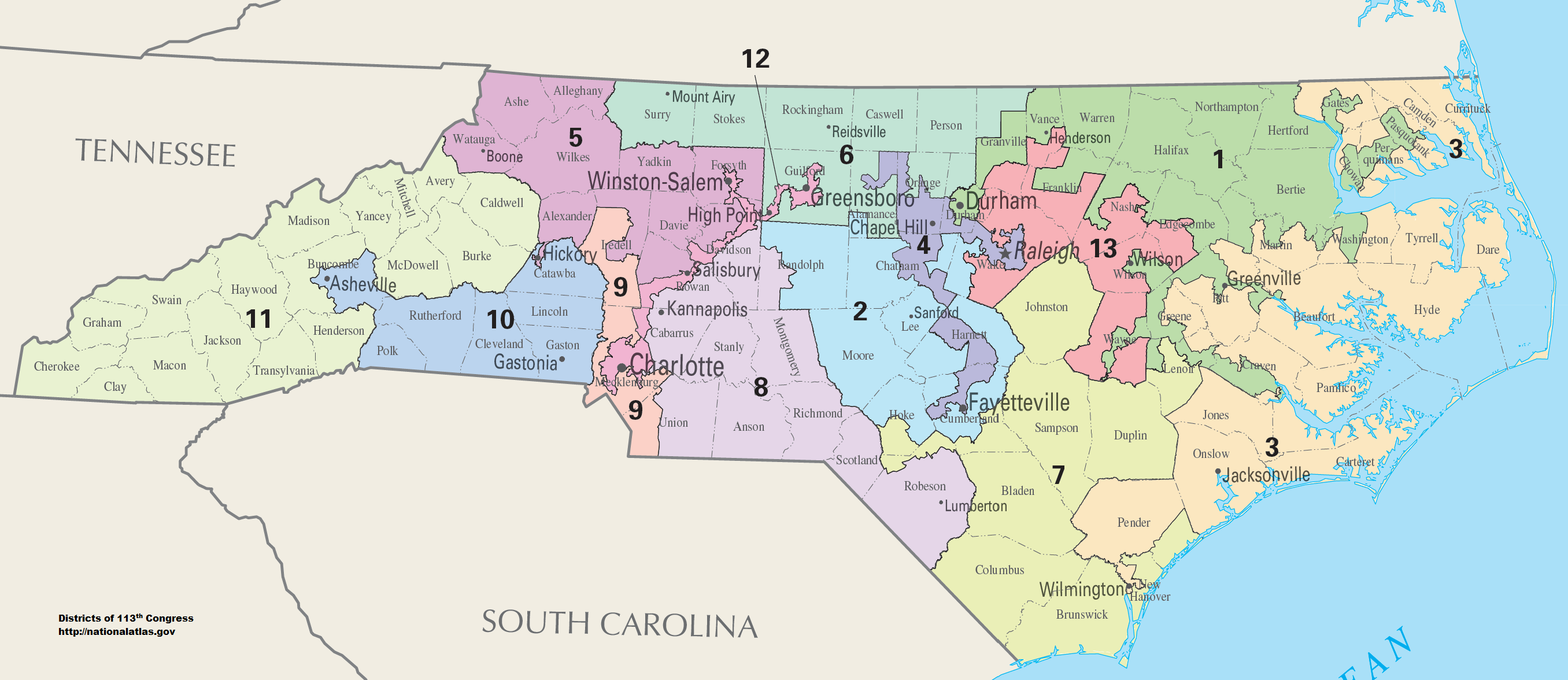
North Carolina's congressional districts since 2013

- 12th district: ۱۸۰۳–۱۸۴۳, ۱۹۴۳–۱۹۶۳, ۱۹۹۳–تاکنون
- 13th district: ۱۸۱۳–۱۸۴۳, ۲۰۰۳–تاکنون

## North Dakota

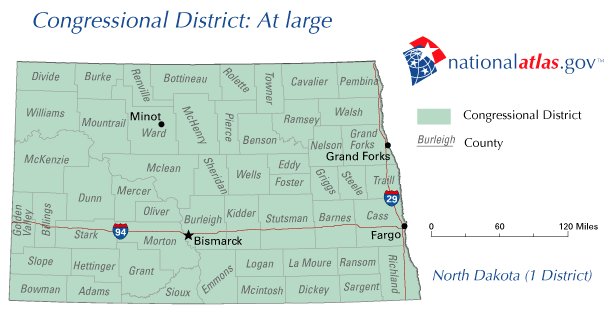
North Dakota's at-large district since 1973

- Dakota Territory: 1861–1889 (منحل شده از زمان ایالت شدن)
- At-large: ۱۸۸۹–۱۹۱۳, ۱۹۳۳–۱۹۶۳, ۱۹۷۳–تاکنون
- 1st district: ۱۹۱۳–۱۹۳۳, ۱۹۶۳–۱۹۷۳ (منحل از زمان سرشماری ۱۹۷۰ ایالات متحده آمریکا)
- 2nd district: ۱۹۱۳–۱۹۳۳, ۱۹۶۳–۱۹۷۳ (منحل از زمان سرشماری ۱۹۷۰ ایالات متحده آمریکا)
- 3rd district: ۱۹۱۳–۱۹۳۳ (منحل از زمان سرشماری ۱۹۳۰ ایالات متحده آمریکا)

## Northern Mariana Islands
See Non-voting delegations, below.

## Ohio

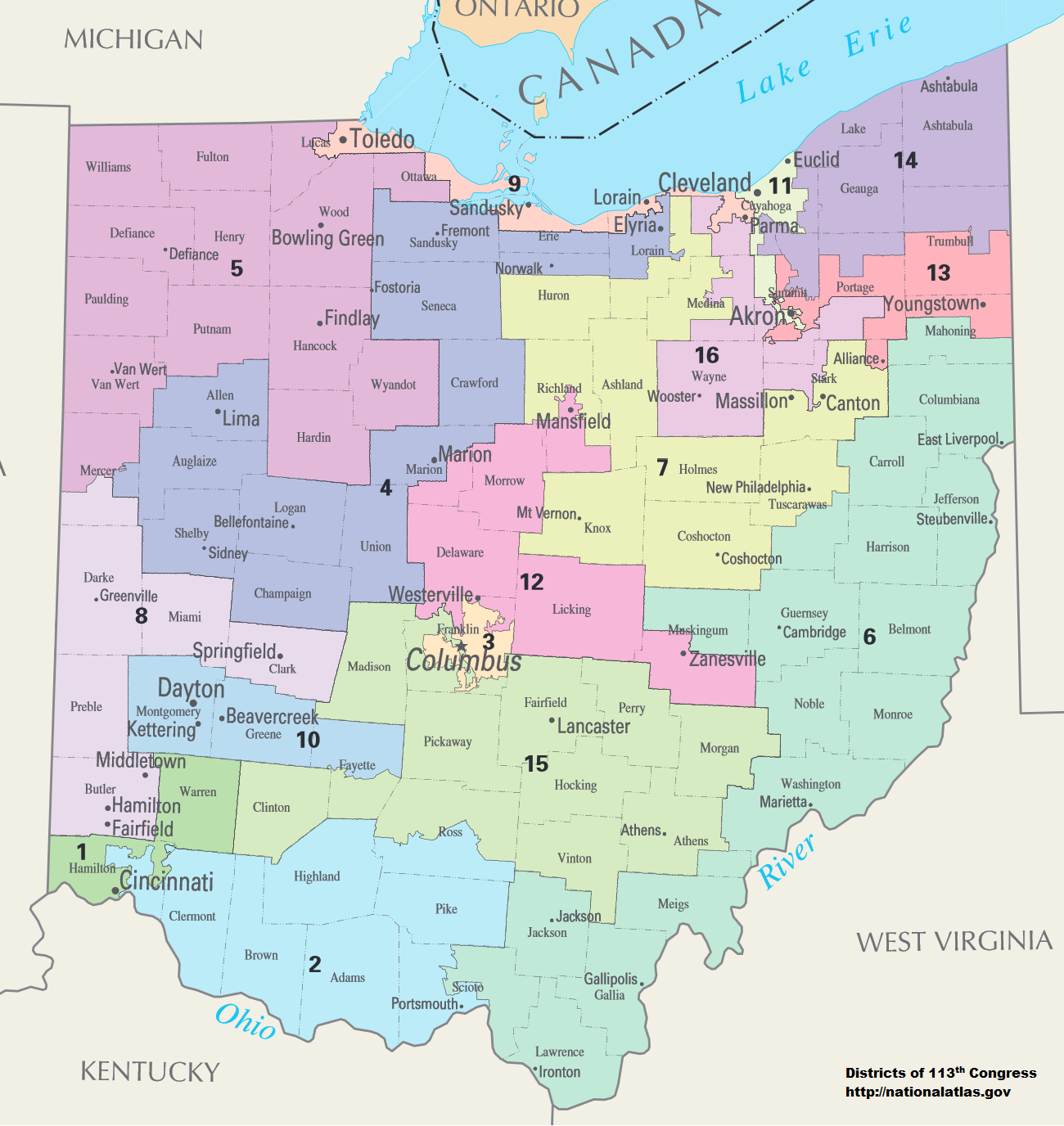
Ohio's congressional districts since 2013

- Northwest Territory: 1799–1803 (منحل شده از زمان ایالت شدن)
- At-large: 1803–1813, 1913–1915, 1933–1953, 1963–1967 (منحل شده)
- 1st district: ۱۸۱۳–تاکنون
- 2nd district: ۱۸۱۳–تاکنون
- 3rd district: ۱۸۱۳–تاکنون
- 4th district: ۱۸۱۳–تاکنون
- 5th district: ۱۸۱۳–تاکنون
- 6th district: ۱۸۱۳–تاکنون
- 7th district: ۱۸۲۳–تاکنون
- 8th district: ۱۸۲۳–تاکنون
- 9th district: ۱۸۲۳–تاکنون
- 10th district: ۱۸۲۳–تاکنون
- 11th district: ۱۸۲۳–تاکنون
- 12th district: ۱۸۲۳–تاکنون
- 13th district: ۱۸۲۳–تاکنون
- 14th district: ۱۸۲۳–تاکنون
- 15th district: ۱۸۳۳–تاکنون
- 16th district: ۱۸۳۳–تاکنون
- 17th district: ۱۸۳۳–۲۰۱۳ (منحل از زمان سرشماری ۲۰۱۰ ایالات متحده آمریکا)
- 18th district: ۱۸۳۳–۲۰۱۳ (منحل از زمان سرشماری ۲۰۱۰ ایالات متحده آمریکا)
- 19th district: ۱۸۳۳–۲۰۰۳ (منحل از زمان سرشماری ۲۰۰۰ ایالات متحده آمریکا)
- 20th district: ۱۸۴۳–۱۸۶۳, ۱۸۷۳–۱۹۹۳ (منحل از زمان سرشماری ۱۹۹۰ ایالات متحده آمریکا)
- 21st district: ۱۸۴۳–۱۸۶۳, ۱۸۸۳–۱۹۹۳ (منحل از زمان سرشماری ۱۹۹۰ ایالات متحده آمریکا)
- 22nd district: ۱۹۱۵–۱۹۸۳ (منحل از زمان سرشماری ۱۹۸۰ ایالات متحده آمریکا)
- 23rd district: ۱۹۵۳–۱۹۸۳ (منحل از زمان سرشماری ۱۹۸۰ ایالات متحده آمریکا)
- 24th district: ۱۹۶۷–۱۹۷۳ (منحل از زمان سرشماری ۱۹۷۰ ایالات متحده آمریکا)

## Oklahoma

Oklahoma's congressional districts since 2013

- Territory: 1890–1907 (منحل شده از زمان ایالت شدن)
- At-large seat: 1913–1915, 1933–1943 (منحل شده)
- 1st district: ۱۹۰۷–تاکنون
- 2nd district: ۱۹۰۷–تاکنون
- 3rd district: ۱۹۰۷–تاکنون
- 4th district: ۱۹۰۷–تاکنون
- 5th district: ۱۹۰۷–تاکنون
- 6th district: ۱۹۱۵–۲۰۰۳ (منحل از زمان سرشماری ۲۰۰۰ ایالات متحده آمریکا)
- 7th district: ۱۹۱۵–۱۹۵۳ (منحل از زمان سرشماری ۱۹۵۰ ایالات متحده آمریکا)
- 8th district: ۱۹۱۵–۱۹۵۳ (منحل از زمان سرشماری ۱۹۵۰ ایالات متحده آمریکا)

## Oregon

Oregon's congressional districts since 2013

- Territory: 1849–1859 (منحل شده از زمان ایالت شدن)
- At-large: 1859–1893 (منحل شده)
- 1st district: ۱۸۹۳–تاکنون
- 2nd district: ۱۸۹۳–تاکنون
- 3rd district: ۱۹۱۳–تاکنون
- 4th district: ۱۹۴۳–تاکنون
- 5th district: ۱۹۸۳–تاکنون

## Pennsylvania

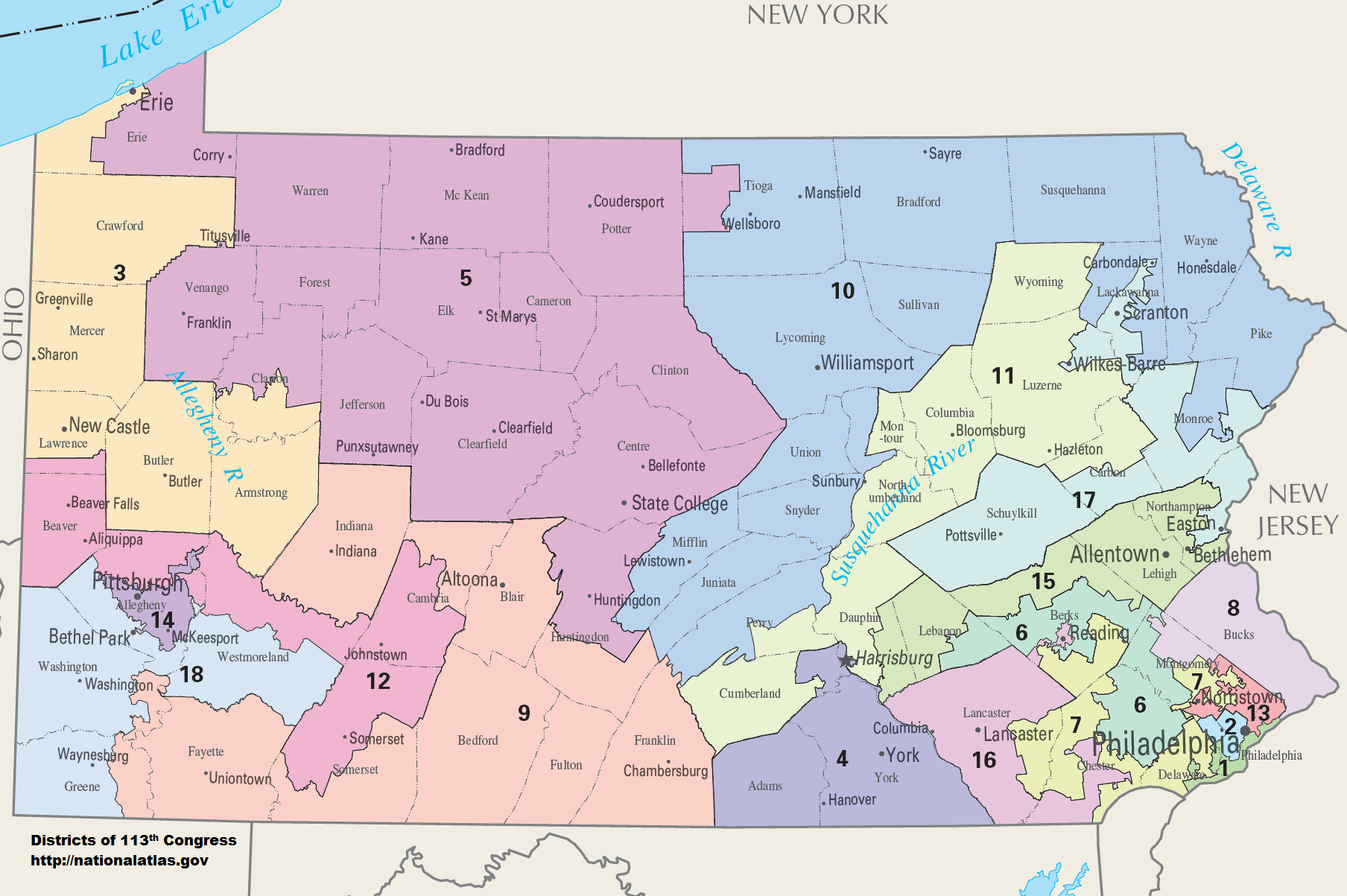
Pennsylvania's congressional districts since 2013

- At-large: 1789–1791, 1793–1795, 1873–1875, 1883–1899, 1893–1903, 1913–1923, 1943–1945 (منحل شده)
- 1st district: ۱۷۹۱–۱۷۹۳, ۱۷۹۵–تاکنون
- 2nd district: ۱۷۹۱–۱۷۹۳, ۱۷۹۵–تاکنون
- 3rd district: ۱۷۹۱–۱۷۹۳, ۱۷۹۵–تاکنون
- 4th district: ۱۷۹۱–۱۷۹۳, ۱۷۹۵–تاکنون
- 5th district: ۱۷۹۱–۱۷۹۳, ۱۷۹۵–تاکنون
- 6th district: ۱۷۹۱–۱۷۹۳, ۱۷۹۵–تاکنون
- 7th district: ۱۷۹۱–۱۷۹۳, ۱۷۹۵–تاکنون
- 8th district: ۱۷۹۱–۱۷۹۳, ۱۷۹۵–تاکنون
- 9th district: ۱۷۹۵–تاکنون
- 10th district: ۱۷۹۵–تاکنون
- 11th district: ۱۷۹۵–تاکنون
- 12th district: ۱۷۹۵–۱۸۰۳, ۱۸۱۳–تاکنون
- 13th district: ۱۸۱۳–تاکنون
- 14th district: ۱۸۱۳–تاکنون
- 15th district: ۱۸۱۳–تاکنون
- 16th district: ۱۸۲۳–تاکنون
- 17th district: ۱۸۲۳–تاکنون
- 18th district: ۱۸۲۳–تاکنون
- 19th district: ۱۸۳۳–۲۰۱۳ (منحل از زمان سرشماری ۲۰۱۰ ایالات متحده آمریکا)
- 20th district: ۱۸۳۳–۲۰۰۳ (منحل از زمان سرشماری ۲۰۰۰ ایالات متحده آمریکا)
- 21st district: ۱۸۳۳–۲۰۰۳ (منحل از زمان سرشماری ۲۰۰۰ ایالات متحده آمریکا)
- 22nd district: ۱۸۳۳–۱۹۹۳ (منحل از زمان سرشماری ۱۹۹۰ ایالات متحده آمریکا)
- 23rd district: ۱۸۳۳–۱۹۹۳ (منحل از زمان سرشماری ۱۹۹۰ ایالات متحده آمریکا)
- 24th district: ۱۸۳۳–۱۹۸۳ (منحل از زمان سرشماری ۱۹۸۰ ایالات متحده آمریکا)
- 25th district: ۱۸۳۳–۱۸۴۳, ۱۸۵۳–۱۸۶۳, ۱۸۷۵–۱۹۸۳ (منحل از زمان سرشماری ۱۹۸۰ ایالات متحده آمریکا)
- 26th district: ۱۸۷۵–۱۹۷۳ (منحل از زمان سرشماری ۱۹۷۰ ایالات متحده آمریکا)
- 27th district: ۱۸۷۵–۱۹۶۳ (منحل از زمان سرشماری ۱۹۷۰ ایالات متحده آمریکا)
- 28th district: ۱۸۸۹–۱۹۶۳ (منحل از زمان سرشماری ۱۹۶۰ ایالات متحده آمریکا)
- 29th district: ۱۹۰۳–۱۹۶۳ (منحل از زمان سرشماری ۱۹۶۰ ایالات متحده آمریکا)
- 30th district: ۱۹۰۳–۱۹۶۳ (منحل از زمان سرشماری ۱۹۶۰ ایالات متحده آمریکا)
- 31st district: ۱۹۰۳–۱۹۵۳ (منحل از زمان سرشماری ۱۹۵۰ ایالات متحده آمریکا)
- 32nd district: ۱۹۰۳–۱۹۵۳ (منحل از زمان سرشماری ۱۹۵۰ ایالات متحده آمریکا)
- 33rd district: ۱۹۲۳–۱۹۵۳ (منحل از زمان سرشماری ۱۹۵۰ ایالات متحده آمریکا)
- 34th district: ۱۹۲۳–۱۹۴۳ (منحل از زمان سرشماری ۱۹۴۰ ایالات متحده آمریکا)
- 35th district: ۱۹۲۳–۱۹۳۳ (منحل از زمان سرشماری ۱۹۳۰ ایالات متحده آمریکا)
- 36th district: ۱۹۲۳–۱۹۳۳ (منحل از زمان سرشماری ۱۹۳۰ ایالات متحده آمریکا)

## Philippines
See Non-voting delegations, below.

## Puerto Rico
See Non-voting delegations, below.

## Rhode Island
- At-large: 1790–1843 (منحل شده)
- 1st district: ۱۸۴۳–تاکنون
- 2nd district: ۱۸۴۳–تاکنون

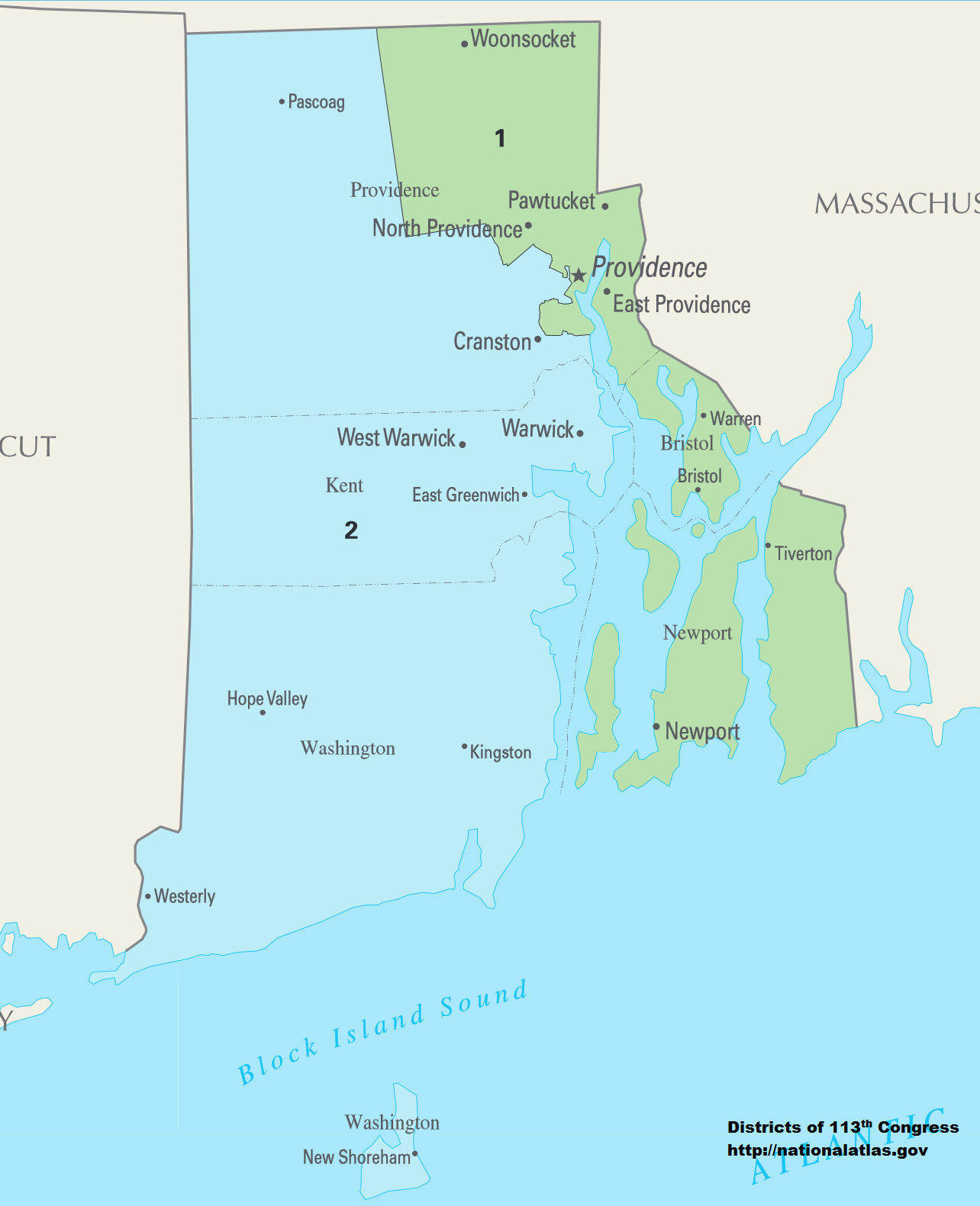
Rhode Island's congressional districts since 2013

- 3rd district: ۱۹۱۳–۱۹۳۳ (منحل از زمان سرشماری ۱۹۳۰ ایالات متحده آمریکا)

## South Carolina
- At-large seat: 1873–1875 (منحل شده)
- 1st district: ۱۷۸۹–تاکنون
- 2nd district: ۱۷۸۹–تاکنون
- 3rd district: ۱۷۸۹–تاکنون
- 4th district: ۱۷۸۹–تاکنون
- 5th district: ۱۷۸۹–۱۸۶۳, ۱۸۷۵–تاکنون
- 6th district: ۱۷۹۳–۱۸۶۳, ۱۸۸۳–تاکنون

South Carolina's congressional districts since 2013

- 7th district: ۱۸۰۳–۱۸۵۳, ۱۸۸۳–۱۹۳۳, ۲۰۱۳–تاکنون
- 8th district: ۱۸۰۳–۱۸۴۳ (منحل از زمان 1840 census)
- 9th district: ۱۸۱۳–۱۸۴۳ (منحل از زمان 1840 census)

## South Dakota

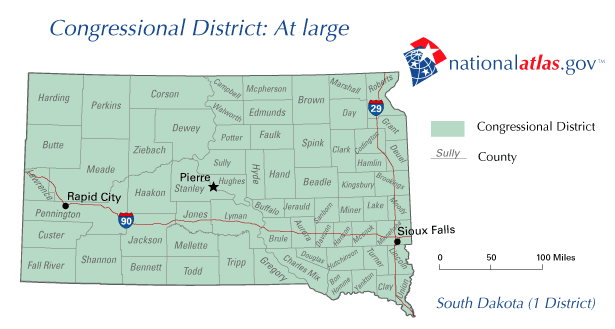
South Dakota's at-large district since 1983

- Dakota Territory 1861–1889 (منحل شده از زمان ایالت شدن)
- At-large: ۱۸۸۹–۱۹۱۳, ۱۹۸۳–تاکنون
- 1st district: ۱۹۱۳–۱۹۸۳ (منحل از زمان سرشماری ۱۹۸۰ ایالات متحده آمریکا)
- 2nd district: ۱۹۱۳–۱۹۸۳ (منحل از زمان سرشماری ۱۹۸۰ ایالات متحده آمریکا)
- 3rd district: ۱۹۱۳–۱۹۳۳ (منحل از زمان سرشماری ۱۹۳۰ ایالات متحده آمریکا)

## Tennessee

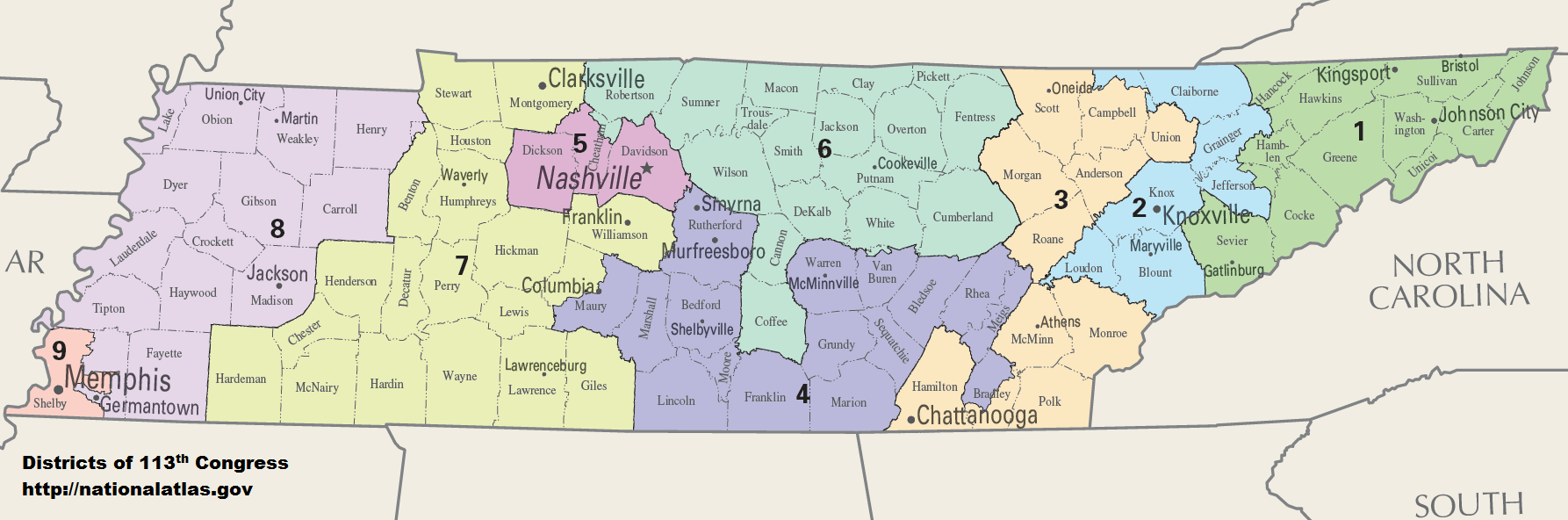
Tennessee's congressional districts since 2013

- Southwest Territory: 1794–1796 (منحل شده از زمان ایالت شدن)
- At-large: 1796–1805, 1873–1875 (منحل شده)
- 1st district: ۱۸۰۵–تاکنون
- 2nd district: ۱۸۰۵–تاکنون
- 3rd district: ۱۸۰۵–تاکنون
- 4th district: ۱۸۱۳–تاکنون
- 5th district: ۱۸۱۳–تاکنون
- 6th district: ۱۸۱۳–تاکنون
- 7th district: ۱۸۲۳–تاکنون
- 8th district: ۱۸۲۳–تاکنون
- 9th district: ۱۸۲۳–۱۸۶۳, ۱۸۷۳–۱۹۷۳, ۱۹۸۳–تاکنون
- 10th district: ۱۸۳۳–۱۸۶۳, ۱۸۷۵–۱۹۳۳, ۱۹۴۳–۱۹۵۳ (منحل از زمان سرشماری ۱۹۵۰ ایالات متحده آمریکا)
- 11th district: ۱۸۳۳–۱۸۵۳ (منحل از زمان 1850 census)
- 12th district: ۱۸۳۳–۱۸۴۳ (منحل از زمان 1840 census)
- 13th district: ۱۸۳۳–۱۸۴۳ (منحل از زمان 1840 census)

## Texas
Texas's districts were redrawn after the سرشماری ۲۰۰۰ ایالات متحده آمریکا for the 108th Congress and again in 2003 for the 109th Congress (see 2003 Texas redistricting). On August 4, 2006, the map changed again because the 23rd district and its surrounding districts had to be redrawn for the 110th Congress.
- At-large seat: 1873–1875, 1913–1919, 1933–1935, 1953–1959, 1963–1967 (منحل شده)
- 1st district: ۱۸۴۵–تاکنون
- 2nd district: ۱۸۴۵–تاکنون
- 3rd district: ۱۸۶۳–تاکنون
- 4th district: ۱۸۶۳–تاکنون
- 5th district: ۱۸۷۵–تاکنون
- 6th district: ۱۸۷۵–تاکنون
- 7th district: ۱۸۸۳–تاکنون
- 8th district: ۱۸۸۳–تاکنون
- 9th district: ۱۸۸۳–تاکنون
- 10th district: ۱۸۸۳–تاکنون
- 11th district: ۱۸۸۳–تاکنون
- 12th district: ۱۸۹۳–تاکنون
- 13th district: ۱۸۹۳–تاکنون
- 14th district: ۱۹۰۳–تاکنون
- 15th district: ۱۹۰۳–تاکنون
- 16th district: ۱۹۰۳–تاکنون
- 17th district: ۱۹۱۹–تاکنون
- 18th district: ۱۹۱۹–تاکنون
- 19th district: ۱۹۳۵–تاکنون
- 20th district: ۱۹۳۵–تاکنون
- 21st district: ۱۹۳۵–تاکنون
- 22nd district: ۱۹۵۹–تاکنون
- 23rd district: ۱۹۶۷–تاکنون
- 24th district: ۱۹۷۳–تاکنون
- 25th district: ۱۹۸۳–تاکنون
- 26th district: ۱۹۸۳–تاکنون
- 27th district: ۱۹۸۳–تاکنون
- 28th district: ۱۹۹۳–تاکنون
- 29th district: ۱۹۹۳–تاکنون
- 30th district: ۱۹۹۳–تاکنون
- 31st district: ۲۰۰۳–تاکنون
- 32nd district: ۲۰۰۳–تاکنون
- 33rd district: ۲۰۱۳–تاکنون
- 34th district: ۲۰۱۳–تاکنون
- 35th district: ۲۰۱۳–تاکنون
- 36th district: ۲۰۱۳–تاکنون

## U.S. Virgin Islands
See Non-voting delegations, below.

## Utah

Utah's congressional districts since 2013

- Territory (منحل شده از زمان ایالت شدن)
- At-large: 1896–1913 (منحل شده)
- 1st district: ۱۹۱۳–تاکنون
- 2nd district: ۱۹۱۳–تاکنون
- 3rd district: ۱۹۸۳–تاکنون
- 4th district: ۲۰۱۳–تاکنون

## Vermont

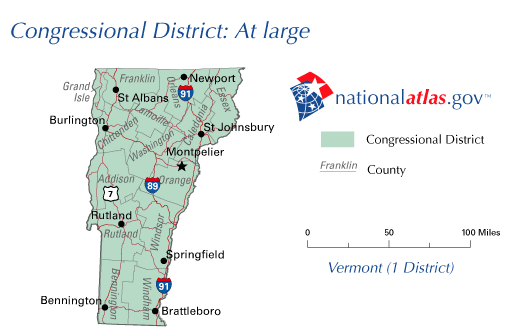
Vermont's at-large district since 1933

- At-large: ۱۸۱۳–۱۸۲۱, ۱۸۲۳–۱۸۲۵, ۱۹۳۳–تاکنون
- 1st district: ۱۷۹۱–۱۸۱۳, ۱۸۲۱–۱۸۲۳, ۱۸۲۵–۱۹۳۳ (منحل از زمان سرشماری ۱۹۳۰ ایالات متحده آمریکا)
- 2nd district: ۱۷۹۱–۱۸۱۳, ۱۸۲۱–۱۸۲۳, ۱۸۲۵–۱۹۳۳ (منحل از زمان سرشماری ۱۹۳۰ ایالات متحده آمریکا)
- 3rd district: ۱۸۰۳–۱۸۱۳, ۱۸۲۱–۱۸۲۳, ۱۸۲۵–۱۸۸۳ (منحل از زمان 1880 census)
- 4th district: ۱۸۰۳–۱۸۱۳, ۱۸۲۱–۱۸۲۳, ۱۸۲۵–۱۸۵۳ (منحل از زمان 1850 census)
- 5th district: ۱۸۲۱–۱۸۲۳, ۱۸۲۵–۱۸۴۳ (منحل از زمان 1840 census)
- 6th district: ۱۸۲۱–۱۸۲۳ (منحل از زمان 1820 census)

## Virginia

Virginia's congressional districts since 2013

- At-large seat: 1883–1885, 1933–1935 (منحل شده)
- 1st district: ۱۷۸۹–۱۹۳۳, ۱۹۳۵–تاکنون
- 2nd district: ۱۷۸۹–۱۹۳۳, ۱۹۳۵–تاکنون
- 3rd district: ۱۷۸۹–۱۹۳۳, ۱۹۳۵–تاکنون
- 4th district: ۱۷۸۹–۱۹۳۳, ۱۹۳۵–تاکنون
- 5th district: ۱۷۸۹–۱۹۳۳, ۱۹۳۵–تاکنون
- 6th district: ۱۷۸۹–۱۹۳۳, ۱۹۳۵–تاکنون
- 7th district: ۱۷۸۹–۱۹۳۳, ۱۹۳۵–تاکنون
- 8th district: ۱۷۸۹–۱۹۳۳, ۱۹۳۵–تاکنون
- 9th district: ۱۷۸۹–۱۹۳۳, ۱۹۳۵–تاکنون
- 10th district: ۱۷۸۹–۱۸۶۳, ۱۸۸۵–۱۹۳۳, ۱۹۵۳–تاکنون
- 11th district: ۱۷۹۳–۱۸۶۳, ۱۹۹۳–تاکنون
- 12th district: ۱۷۹۳–۱۸۶۳ (منحل از زمان 1863 move to West Virginia)
- 13th district: ۱۷۹۳–۱۸۶۳ (منحل از زمان 1863 move to West Virginia)
- 14th district: ۱۷۹۳–۱۸۵۳ (منحل از زمان 1850 census)
- 15th district: ۱۷۹۳–۱۸۵۳ (منحل از زمان 1850 census)
- 16th district: ۱۷۹۳–۱۸۴۳ (منحل از زمان 1840 census)
- 17th district: ۱۷۹۳–۱۸۴۳ (منحل از زمان 1840 census)
- 18th district: ۱۷۹۳–۱۸۴۳ (منحل از زمان 1840 census)
- 19th district: ۱۷۹۳–۱۸۴۳ (منحل از زمان 1840 census)
- 20th district: ۱۸۰۳–۱۸۴۳ (منحل از زمان 1840 census)
- 21st district: ۱۸۰۳–۱۸۴۳ (منحل از زمان 1840 census)
- 22nd district: ۱۸۱۳–۱۸۳۳ (منحل از زمان 1830 census)
- 23rd district: ۱۸۱۳–۱۸۲۳ (منحل از زمان 1820 census)

## Washington

Washington's congressional districts since 2013

- Territory: 1854–1889 (منحل شده از زمان ایالت شدن)
- At-large seat: 1889–1909, 1913–1915, 1953–1959 (منحل شده)
- 1st district: ۱۹۰۹–تاکنون
- 2nd district: ۱۹۰۹–تاکنون
- 3rd district: ۱۹۰۹–تاکنون
- 4th district: ۱۹۱۵–تاکنون
- 5th district: ۱۹۱۵–تاکنون
- 6th district: ۱۹۳۳–تاکنون
- 7th district: ۱۹۵۹–تاکنون
- 8th district: ۱۹۸۳–تاکنون
- 9th district: ۱۹۹۳–تاکنون
- 10th district: ۲۰۱۳–تاکنون

## West Virginia
- At-large seat: 1913–1917 (منحل شده)
- 1st district: ۱۸۶۳–تاکنون
- 2nd district: ۱۸۶۳–تاکنون
- 3rd district: ۱۸۶۳–تاکنون

West Virginia's congressional districts since 2013

- 4th district: ۱۸۸۳–۱۹۹۳ (منحل از زمان سرشماری ۱۹۹۰ ایالات متحده آمریکا)
- 5th district: ۱۹۰۳–۱۹۷۳ (منحل از زمان سرشماری ۱۹۷۰ ایالات متحده آمریکا)
- 6th district: ۱۹۱۷–۱۹۶۳ (منحل از زمان سرشماری ۱۹۶۰ ایالات متحده آمریکا)

## Wisconsin

Wisconsin's congressional districts since 2013

- Territory: 1836–1848 (منحل شده از زمان ایالت شدن)
- 1st district: ۱۸۴۸–تاکنون
- 2nd district: ۱۸۴۸–تاکنون
- 3rd district: ۱۸۴۹–تاکنون
- 4th district: ۱۸۶۳–تاکنون
- 5th district: ۱۸۶۳–تاکنون
- 6th district: ۱۸۶۳–تاکنون
- 7th district: ۱۸۷۳–تاکنون
- 8th district: ۱۸۷۳–تاکنون
- 9th district: ۱۸۸۳–۲۰۰۳ (منحل از زمان سرشماری ۲۰۰۰ ایالات متحده آمریکا)
- 10th district: ۱۸۹۳–۱۹۷۳ (منحل از زمان سرشماری ۱۹۷۰ ایالات متحده آمریکا)
- 11th district: ۱۹۰۳–۱۹۳۳ (منحل از زمان سرشماری ۱۹۳۰ ایالات متحده آمریکا)

## وایومینگ

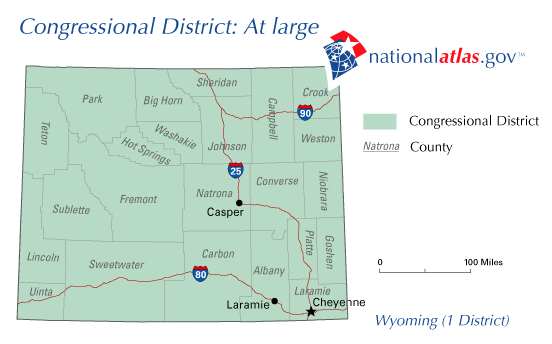
Wyoming's at-large district since 1869

- Territory: 1869–1890 (منحل شده از زمان ایالت شدن)
- At-large: ۱۸۹۰–تاکنون